# Lista de pinturas de El Greco

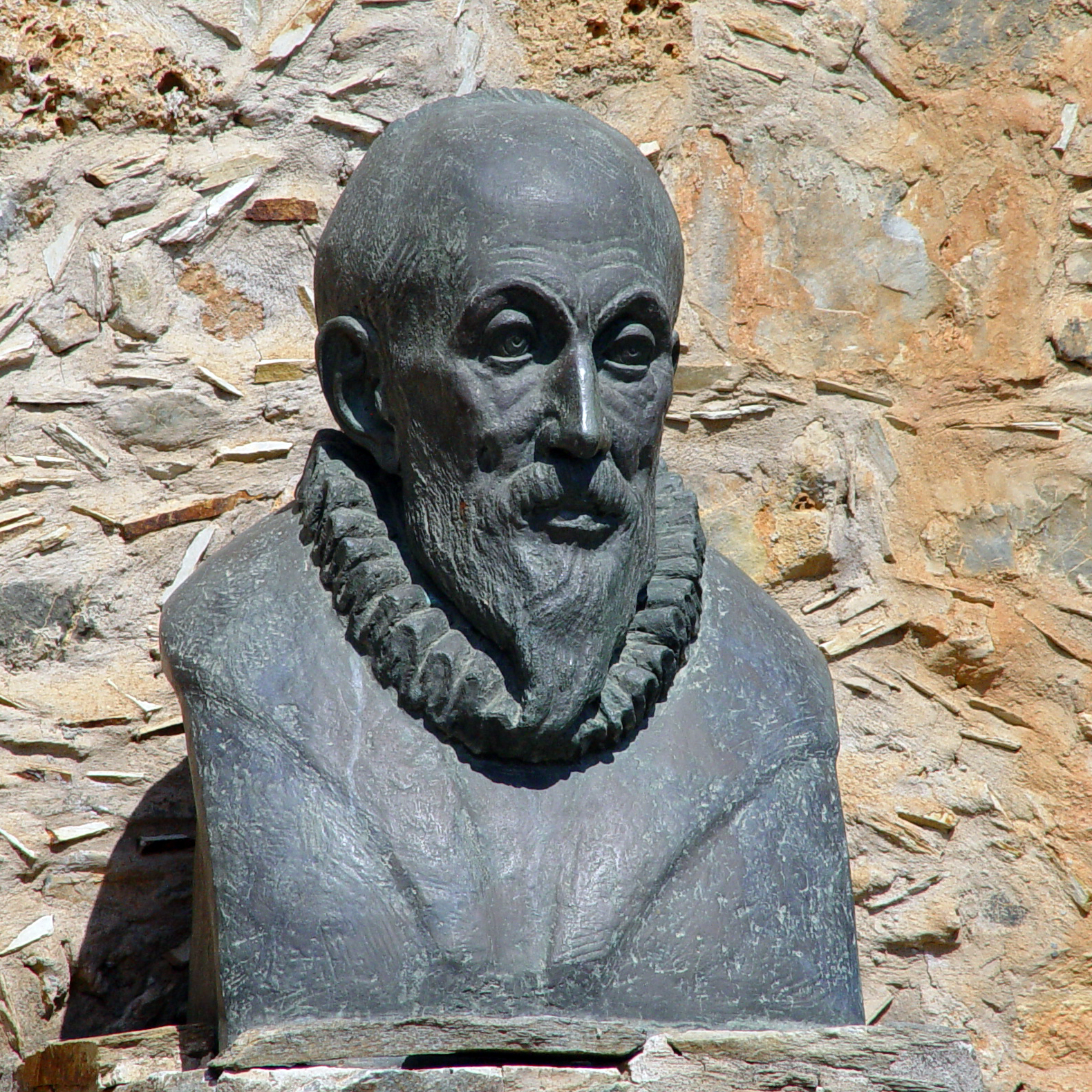
El Greco.

Esta é uma lista de pinturas de El Greco, pintor, escultor e arquiteto grego que desenvolveu a maior parte da sua carreira na Espanha.
Doménikos Theotokópoulos (1541-1614) foi o maior pintor da Contrarreforma da Espanha. El Greco nascido na ilha de Creta, fez da cidade de Toledo a sua casa, onde a sociedade local aristocrática e eclesiástica apreciou plenamente a sua genialidade. Os retratos e suas pinturas religiosas, com suas figuras alongadas personificam catolicismo espanhol. Com um estilo estilo dramático e expressionista característico El Greco não deixou nenhuma escola de pintura.
| Imagem | Título                                                      | Data | Coleção | Localização                 | Gênero     | Descrito em |
| ------ | ----------------------------------------------------------- | ---- | ------- | --------------------------- | ---------- | ----------- |
|        | Crucifixión con la Virgen, san Juan y un donante (El Greco) | 1590 |         | Martín Muñoz de las Posadas | arte sacra |             |

## ciclo de pinturas
| Imagem | Título                                           | Data | Coleção | Localização | Gênero | Descrito em |
| ------ | ------------------------------------------------ | ---- | ------- | ----------- | ------ | ----------- |
|        | El Expolio (El Greco, versiones de medio cuerpo) |      |         |             |        |             |

## desenho
| Imagem | Título                                       | Data | Coleção                                | Localização  | Gênero            | Descrito em |
| ------ | -------------------------------------------- | ---- | -------------------------------------- | ------------ | ----------------- | ----------- |
|        | São João Evangelista                         | 1577 | Biblioteca Nacional da Espanha         |              |                   |             |
|        | Drawing of St John the Baptist               | 1577 | No/unknown value                       |              |                   |             |
|        | Michelangelo's 'Giorno'                      | 1574 | Staatliche Graphische Sammlung München |              | pintura de género |             |
|        | Study of John the Evangelist and an Angel    | 1598 | Museu J. Paul Getty                    | Getty Center |                   |             |
|        | St John the Evangelist                       | 1577 | No/unknown value                       |              |                   |             |
|        | Dibujo del Bautismo de Cristo                | 1596 | No/unknown value                       |              |                   |             |
|        | Dibujo de La oración en el Huerto (El Greco) |      | Real Instituto Jovellanos              |              | maneirismo        |             |
|        | Variation of Michelangelo’s Giorno           | 1570 | Staatliche Graphische Sammlung München |              |                   |             |

## escultura
| Imagem | Título                                          | Data | Coleção                                              | Localização                                          | Gênero                                  | Descrito em |
| ------ | ----------------------------------------------- | ---- | ---------------------------------------------------- | ---------------------------------------------------- | --------------------------------------- | ----------- |
|        | Epimeteo y Pandora                              | 1605 | Museu do Prado                                       | Museu do Prado                                       | nu artístico mitologia grega maneirismo |             |
|        | The Bestowal of the Chasuble on Saint Ildefonso | 1586 | Catedral de Toledo                                   | Catedral de Toledo                                   | maneirismo                              |             |
|        | Statue of The Risen Christ                      | 1596 | Hospital de Tavera                                   | Hospital de Tavera                                   | maneirismo                              |             |
|        | Prophet Isaiah                                  | 1604 | Capilla Mayor del Hospital de la Caridad de Illescas | Capilla Mayor del Hospital de la Caridad de Illescas | arte sacra                              |             |
|        | Saint Simeon                                    | 1604 | Capilla Mayor del Hospital de la Caridad de Illescas | Capilla Mayor del Hospital de la Caridad de Illescas | arte sacra                              |             |

## estrutura arquitetónica
| Imagem | Título                                     | Data | Coleção | Localização        | Gênero     | Descrito em |
| ------ | ------------------------------------------ | ---- | ------- | ------------------ | ---------- | ----------- |
|        | Tabernáculo del Hospital Tavera (El Greco) | 1595 |         | Hospital de Tavera | maneirismo |             |

## obra de arte
| Imagem | Título                                            | Data | Coleção                    | Localização | Gênero     | Descrito em |
| ------ | ------------------------------------------------- | ---- | -------------------------- | ----------- | ---------- | ----------- |
|        | Retrato de una dama (Rosenbach Museum)            | 1590 | Rosenbach Museum & Library |             |            |             |
|        | Retablo de San Nicolás de Bari o de Santa Bárbara | 1585 | Museu de Santa Cruz        |             | arte sacra |             |

## peça-de-altar
| Imagem | Título                                | Data | Coleção            | Localização        | Gênero     | Descrito em |
| ------ | ------------------------------------- | ---- | ------------------ | ------------------ | ---------- | ----------- |
|        | Altarpiece of Talavera la Vieja       | 1591 |                    | Talavera la Vieja  | arte sacra |             |
|        | Altarpiece in the Chapel of St Joseph | 1599 | Capela de São José | Capela de São José | arte sacra |             |

## pintura
| Imagem | Título                                                                                 | Data                        | Coleção                                                                                 | Localização                                                                    | Gênero                                          | Descrito em |
| ------ | -------------------------------------------------------------------------------------- | --------------------------- | --------------------------------------------------------------------------------------- | ------------------------------------------------------------------------------ | ----------------------------------------------- | ----------- |
|        | O Enterro do Conde de Orgaz                                                            | 1586                        | Igreja de São Tomé                                                                      | Igreja de São Tomé                                                             | arte sacra retrato de grupo catafalque portrait |             |
|        | The Resurrection                                                                       | 1597                        | Museu do Prado Museo Nacional de Pintura y Escultura                                    | Museu do Prado                                                                 | arte sacra                                      |             |
|        | Vista de Toledo                                                                        | 1596                        | Metropolitan Museum of Art                                                              | Metropolitan Museum of Art                                                     | pintura de paisagem                             |             |
|        | Fray Hortensio Félix Paravicino                                                        | 1609                        | Museu de Belas Artes de Boston                                                          | Museu de Belas Artes de Boston Espanha                                         | retrato                                         |             |
|        | A Adoração dos Pastores                                                                | 1612                        | Museu do Prado                                                                          | Museu do Prado                                                                 | arte sacra                                      |             |
|        | The Vision of Saint John                                                               | 1610                        | Metropolitan Museum of Art                                                              | Metropolitan Museum of Art                                                     | arte sacra                                      |             |
|        | Laocoön                                                                                | década de 1610              | Galeria Nacional de Arte Coleção Samuel H. Kress                                        | Galeria Nacional de Arte Washington, D.C.                                      | pintura mitológica                              |             |
|        | Agonia no Getsêmani.                                                                   | década de 1590              | National Gallery                                                                        | National Gallery                                                               | arte sacra                                      |             |
|        | El Expolio                                                                             | década de 1570              | Catedral de Toledo                                                                      | Catedral de Toledo                                                             | arte sacra                                      |             |
|        | Portrait of Dr. Francisco de Pisa                                                      | 1612                        | Museu de Arte Kimbell                                                                   | Museu de Arte Kimbell Castelo de Peleș                                         | retrato                                         |             |
|        | Saint Peter and Saint Paul                                                             | 1595                        | Museu Nacional de Arte da Catalunha                                                     | Museu Nacional de Arte da Catalunha                                            | arte sacra                                      |             |
|        | Dormição da Virgem                                                                     | 1565                        | Igreja Syros, Agios Nikolaos                                                            | Igreja Syros, Agios Nikolaos                                                   | arte sacra                                      |             |
|        | A Última Ceia                                                                          | 1568                        | Pinacoteca Nacional de Bolonha                                                          | Pinacoteca Nacional de Bolonha                                                 | arte sacra                                      |             |
|        | Christ Driving the Money Changers from the Temple                                      | 1600                        | National Gallery                                                                        | National Gallery                                                               | arte sacra                                      |             |
|        | The Martyrdom of Saint Sebastian                                                       | 1577                        | Catedral de Palência                                                                    | Catedral de Palência                                                           | arte sacra                                      |             |
|        | Retrato de um cardeal, provavelmente Don Fernando Niño de Guevara (1541–1609)          | 1600                        | Metropolitan Museum of Art                                                              | Metropolitan Museum of Art                                                     | retrato                                         |             |
|        | Martyrdom of Saint Sebastian                                                           | 1610                        | Museu do Prado                                                                          | Museu do Prado                                                                 | arte sacra                                      |             |
|        | Portrait of Jerónimo de Cevallos                                                       | 1613 1609                   | Museu do Prado                                                                          | Museu do Prado                                                                 | retrato                                         |             |
|        | El Soplón                                                                              | 1571 década de 1570         | Reggia di Capodimonte                                                                   | Reggia di Capodimonte                                                          | pintura de género                               |             |
|        | Portrait of Giulio Clovio                                                              | 1571                        | Reggia di Capodimonte                                                                   | Reggia di Capodimonte                                                          | retrato                                         |             |
|        | Christ Driving the Money Changers from the Temple                                      | 1609                        | Igreja San Ginés de Arlés                                                               | Igreja San Ginés de Arlés                                                      | arte sacra                                      |             |
|        | Christ Driving the Money Changers from the Temple (1571)                               | 1570                        | Instituto de Artes de Minneapolis                                                       | Instituto de Artes de Minneapolis                                              | arte sacra                                      |             |
|        | Christ Driving the Money Changers from the Temple                                      | 1595                        | The Frick Collection                                                                    | The Frick Collection                                                           | arte sacra                                      |             |
|        | Christ Driving the Money Changers from the Temple                                      | 1568                        | Coleção Samuel H. Kress Galeria Nacional de Arte Coleção Cook                           | Galeria Nacional de Arte Doughty House                                         | arte sacra                                      |             |
|        | Immaculate Conception                                                                  | 1608                        | Museu de Santa Cruz                                                                     | Museu de Santa Cruz Altarpiece of the Immaculate Conception                    | arte sacra                                      |             |
|        | Cura do Homem Cego de Nascença (El Greco, Dresden)                                     | década de 1570              | Coleções Nacionais de Dresden                                                           | Pinacoteca dos Mestres Antigos                                                 | arte sacra                                      |             |
|        | Anunciação                                                                             | 1600                        | Museu de Arte de São Paulo                                                              | Museu de Arte de São Paulo                                                     | arte sacra                                      |             |
|        | The Annunciation                                                                       | 1576                        | Museu Thyssen-Bornemisza                                                                | Museu Thyssen-Bornemisza                                                       | arte sacra                                      |             |
|        | Apparition of the Virgin to Saint Lawrence                                             | 1577                        | Colégio de Nossa Senhora da Antiga                                                      | Colégio de Nossa Senhora da Antiga                                             | arte sacra                                      |             |
|        | Portrait of Rodrigo de la Fuente                                                       | 1585 década de 1580         | Museu do Prado                                                                          | Museu do Prado                                                                 | retrato                                         |             |
|        | Adoration of the name of Jesus                                                         | 1577                        | Mosteiro e Sítio do Escorial                                                            | Mosteiro e Sítio do Escorial                                                   | arte sacra                                      |             |
|        | Baptism of Christ                                                                      | 1608                        | Hospital de Tavera                                                                      | Hospital de Tavera                                                             | arte sacra                                      |             |
|        | Retrato de um homem                                                                    | 1595                        | Metropolitan Museum of Art                                                              | Metropolitan Museum of Art                                                     | retrato autorretrato                            |             |
|        | A concerto dos ángelos                                                                 | 1608                        | Galeria Nacional da Grécia                                                              | Galeria Nacional da Grécia                                                     | arte sacra                                      |             |
|        | Cristo Carregando a Cruz (El Greco, Madrid)                                            | 1602                        | Museu do Prado                                                                          | Museu do Prado                                                                 | arte sacra                                      |             |
|        | Cristo na Cruz adorado por dois doadores                                               | 1590                        | Departamento de Pinturas do Louvre                                                      | Piazzetta (sala 14 do Museu do Louvre)                                         | arte sacra retrato de grupo                     |             |
|        | Christ the Saviour                                                                     | século XVII                 | Museu do Prado                                                                          | Museu do Prado                                                                 | arte sacra                                      |             |
|        | Apostle St James the Less                                                              | 1609                        | Catedral de Toledo                                                                      | Catedral de Toledo                                                             | arte sacra                                      |             |
|        | The Baptism of Christ                                                                  | século XVI 1596             | Museu do Prado                                                                          | Museu do Prado                                                                 | arte sacra                                      |             |
|        | The Disrobing of Christ                                                                | 1583                        | Coleções de Pinturas do Estado da Baviera                                               | Antiga Pinacoteca                                                              | arte sacra                                      |             |
|        | St. Andrew and St. Francis                                                             | 1595                        | Museu do Prado                                                                          | Museu do Prado                                                                 | arte sacra                                      |             |
|        | Portrait of Dominican (or Trinitarian) Friar                                           | 1597 século XVI             | Museu do Prado                                                                          | Museu do Prado                                                                 | retrato                                         |             |
|        | The Martyrdom of St. Maurice                                                           | 1580                        | Mosteiro e Sítio do Escorial                                                            | Mosteiro e Sítio do Escorial                                                   | arte sacra                                      |             |
|        | Julian Romero de las Azanas and his patron St. Julian                                  | 1612                        | Museu do Prado                                                                          | Museu do Prado                                                                 | retrato                                         |             |
|        | Virgem da Caridade                                                                     | 1597                        | Hospital de la Caridad de Illescas                                                      | Hospital de la Caridad de Illescas                                             | arte sacra                                      |             |
|        | A Adoração dos Pastores                                                                | 1596                        | National Museum of Art of Romania                                                       | National Museum of Art of Romania Castelo de Peleș Messina Paris Toledo Madrid | arte sacra                                      |             |
|        | Anunciação (El Greco, Illescas)                                                        | década de 1600              | Hospital de la Caridad de Illescas                                                      | Hospital de la Caridad de Illescas                                             | arte sacra                                      |             |
|        | A Anunciação                                                                           | século XVII 1614            | Coleção Santander Fundação Banco Santander                                              | Fundação Banco Santander                                                       | arte sacra                                      |             |
|        | The Annunciation                                                                       | década de 1570 1570         | Museu do Prado                                                                          | Prado Hall 008B                                                                | arte sacra                                      |             |
|        | The Annunciation                                                                       | década de 1590 século XVI   | Museu do Prado Museo Nacional de Pintura y Escultura                                    | Museu do Prado                                                                 | arte sacra                                      |             |
|        | A Anunciação                                                                           | 1610                        | Museo Diocesano de Arte Antiguo (Sigüenza)                                              | Museo Diocesano de Arte Antiguo (Sigüenza)                                     | arte sacra                                      |             |
|        | Coroação de Maria.                                                                     | 1597 década de 1600         | Hospital de la Caridad de Illescas                                                      | Hospital de la Caridad de Illescas                                             | arte sacra                                      |             |
|        | The Crucifixion                                                                        | 1597                        | Museu do Prado Museo Nacional de Pintura y Escultura                                    | Museu do Prado                                                                 | arte sacra                                      |             |
|        | La fábula                                                                              | 1580                        | Museu do Prado                                                                          | Museu do Prado                                                                 | alegoria                                        |             |
|        | Fuga para o Egito                                                                      | 1570                        | Museu do Prado                                                                          | Museu do Prado                                                                 | arte sacra                                      |             |
|        | Agonia no Jardim (El Greco, Andújar)                                                   | 1607                        | Iglesia de Santa María La Mayor                                                         | Iglesia de Santa María La Mayor                                                | arte sacra                                      |             |
|        | Saint Louis, King of France                                                            | 1592                        | Departamento de Pinturas do Louvre                                                      | Louvre storage (depot)                                                         | retrato                                         |             |
|        | The Pentecost                                                                          | 1600 1596                   | Museu do Prado Museo Nacional de Pintura y Escultura                                    | Museu do Prado Nieuwe Kerk                                                     | arte sacra                                      |             |
|        | A lamentação sobre o Cristo morto                                                      | 1571 1573                   | Museu de Arte de Filadélfia                                                             | Museu de Arte de Filadélfia                                                    | arte sacra                                      |             |
|        | Portrait of Antonio de Covarrubias                                                     | 1595 década de 1590         | Departamento de Pinturas do Louvre                                                      | Piazzetta (sala 14 do Museu do Louvre)                                         | retrato                                         |             |
|        | Portrait of Jorge Manuel Theotocópuli                                                  | década de 1600              | Museu de Belas Artes de Sevilha                                                         | Museu de Belas Artes de Sevilha                                                | retrato                                         |             |
|        | Portrait of Rodrigo Vázquez de Arce                                                    | 1587 1590                   | Museu do Prado                                                                          | Museu do Prado                                                                 | retrato                                         |             |
|        | O cavaleiro com a mão no peito                                                         | 1597 século XVI             | Museu do Prado                                                                          | Museu do Prado                                                                 | retrato                                         |             |
|        | Portrait of a Young Gentleman                                                          | 1600                        | Museu do Prado                                                                          | Museu do Prado                                                                 | retrato                                         |             |
|        | Portrait of a gentleman                                                                | 1586                        | Museu do Prado                                                                          | Museu do Prado                                                                 | retrato                                         |             |
|        | Portrait of Cardinal Tavera                                                            | 1609                        | Hospital de Tavera                                                                      | Hospital de Tavera                                                             | retrato                                         |             |
|        | A Sagrada Família.                                                                     | 1595                        | Museo Fundación Lerma                                                                   | Hospital de Tavera                                                             | arte sacra                                      |             |
|        | A Sagrada Família.                                                                     | 1586                        | Museu de Santa Cruz                                                                     | Museu de Santa Cruz                                                            | arte sacra                                      |             |
|        | Saint Benedict                                                                         | 1577                        | Museu do Prado Mosteiro de Santo Domingo de Silos Museo Nacional de Pintura y Escultura | Museu do Prado Mosteiro de Santo Domingo de Silos                              | arte sacra                                      |             |
|        | Saint Francis with Brother Leo                                                         | 1595                        | Colégio de Nossa Senhora da Antiga                                                      | Colégio de Nossa Senhora da Antiga                                             | arte sacra                                      |             |
|        | Saint Ildefonso of Toledo                                                              | 1609                        | Mosteiro e Sítio do Escorial                                                            | Mosteiro e Sítio do Escorial                                                   | arte sacra                                      |             |
|        | Saint Ildefonso                                                                        | 1597                        | Capilla Mayor del Hospital de la Caridad de Illescas                                    | Hospital de la Caridad de Illescas                                             | arte sacra                                      |             |
|        | St. Jerome                                                                             | 1609                        | The Frick Collection                                                                    | The Frick Collection                                                           | arte sacra                                      |             |
|        | São João Evangelista.                                                                  | 1577                        | Mosteiro de Santo Domingo de Silos                                                      | Mosteiro de Santo Domingo de Silos                                             | arte sacra                                      |             |
|        | São João Evangelista                                                                   | 1605 1609                   | Museu do Prado                                                                          | Museu do Prado                                                                 | arte sacra                                      |             |
|        | Saint John the Evangelist and Saint Francis of Assisi                                  | 1597                        | Museu do Prado                                                                          | Museu do Prado                                                                 | arte sacra                                      |             |
|        | Saint Martin and the Beggar                                                            | 1597                        | Galeria Nacional de Arte Widener Collection                                             | Galeria Nacional de Arte                                                       | arte sacra                                      |             |
|        | Saint Paul                                                                             | século XVII                 | Museu do Prado                                                                          | Museu do Prado                                                                 | arte sacra                                      |             |
|        | Holy Face of Jesus                                                                     | 1586                        | Museu do Prado                                                                          | Museu do Prado                                                                 | arte sacra                                      |             |
|        | St James                                                                               | século XVII década de 1600  | Museu do Prado                                                                          | Museu do Prado                                                                 | arte sacra                                      |             |
|        | Enterro de Cristo                                                                      | 1570                        | Galeria Nacional da Grécia                                                              | Galeria Nacional da Grécia                                                     | arte sacra                                      |             |
|        | Saint Thomas the Apostle                                                               | 1608                        | Museu do Prado                                                                          | Museu do Prado                                                                 | arte sacra                                      |             |
|        | Mater dolorosa                                                                         | 1597 século XVI             | Museu do Prado                                                                          | Museu do Prado                                                                 | arte sacra                                      |             |
|        | Panorama de Toledo                                                                     | década de 1610              | Museu El Greco                                                                          | Museu El Greco                                                                 | paisagem de cidade                              |             |
|        | The Nobleman with his Hand on his Chest                                                | 1580                        | Museu do Prado                                                                          | Museu do Prado                                                                 | retrato                                         |             |
|        | Nascimento de Jesus                                                                    | 1597                        | Hospital de la Caridad de Illescas                                                      | Hospital de la Caridad de Illescas                                             | arte sacra                                      |             |
|        | The Holy Trinity                                                                       | 1577                        | Museu do Prado Mosteiro de Santo Domingo de Silos                                       | Museu do Prado Mosteiro de Santo Domingo de Silos                              | arte sacra                                      |             |
|        | Portrait of Vincenzo Anastagi                                                          | 1575                        | The Frick Collection                                                                    | The Frick Collection                                                           | retrato                                         |             |
|        | St. Luke                                                                               | 1610                        | Indianapolis Museum of Art                                                              | Indianapolis Museum of Art                                                     | arte sacra                                      |             |
|        | Cristo carregando a cruz (El Greco)                                                    | 1580                        | Metropolitan Museum of Art                                                              | Metropolitan Museum of Art                                                     | arte sacra                                      |             |
|        | The Penitent Mary Magdalene                                                            | 1576 década de 1570         | Museu de Belas Artes de Budapeste                                                       | Museu de Belas Artes de Budapeste                                              | arte sacra                                      |             |
|        | Retrato de un caballero desconocido                                                    | década de 1600              | Museu do Prado                                                                          | Museu do Prado                                                                 | retrato                                         |             |
|        | San Bernardino de Siena                                                                | 1603                        | Museu do Prado Museu El Greco                                                           | Museu do Prado Museu El Greco                                                  | arte sacra                                      |             |
|        | San Pedro                                                                              | 1608                        | Mosteiro e Sítio do Escorial                                                            | Mosteiro e Sítio do Escorial                                                   | arte sacra                                      |             |
|        | The Ecstasy of Saint Francis of Assisi                                                 | 1575                        | Muzeum Diecezjalne                                                                      | Muzeum Diecezjalne                                                             | arte sacra                                      |             |
|        | Saint James the Younger                                                                | 1595                        | Museu de Belas Artes de Budapeste                                                       | Museu de Belas Artes de Budapeste                                              | arte sacra retrato                              |             |
|        | The Tears of Saint Peter                                                               | 1585                        | Bowes Museum                                                                            | Bowes Museum                                                                   | arte sacra                                      |             |
|        | Saints Peter and Paul                                                                  | 1587                        | Museu Hermitage                                                                         | Museu Hermitage                                                                | arte sacra                                      |             |
|        | Saint Francis in ecstasy                                                               | década de 1570              | Museu Lázaro Galdiano                                                                   | Museu Lázaro Galdiano                                                          | arte sacra                                      |             |
|        | Saint John the Baptist and Saint John the Evangelist                                   | década de 1600 século XVI   | Museu do Prado Museu de Santa Cruz                                                      | Museu de Santa Cruz                                                            | arte sacra                                      |             |
|        | Êxtase de São Francisco com os Estigmas                                                | 1600                        | Museu de Arte de São Paulo                                                              | Museu de Arte de São Paulo                                                     | arte sacra                                      |             |
|        | Santo António de Lisboa                                                                | 1580                        | Museu do Prado Museo Nacional de Pintura y Escultura                                    | Museu do Prado                                                                 | arte sacra                                      |             |
|        | Visitação                                                                              | 1610                        | Dumbarton Oaks                                                                          | Dumbarton Oaks                                                                 | arte sacra                                      |             |
|        | Virgin Mary                                                                            | década de 1590              | Museu de Belas Artes de Estrasburgo                                                     | Museu de Belas Artes de Estrasburgo                                            | arte sacra                                      |             |
|        | Adoration of the Shepherds                                                             | 1577                        | Coleção Santander Mosteiro de Santo Domingo de Silos                                    | Coleção Santander Mosteiro de Santo Domingo de Silos                           | arte sacra                                      |             |
|        | Portrait of Diego de Covarrubias y Leiva                                               | 1600                        | Museu El Greco                                                                          | Museu El Greco                                                                 | retrato                                         |             |
|        | Retrato de um homem                                                                    | 1575 1570                   | Museu Nacional de Arte da Dinamarca                                                     | Museu Nacional de Arte da Dinamarca                                            | retrato                                         |             |
|        | Portrait of a Sculptor                                                                 | década de 1570              | No/unknown value                                                                        |                                                                                | retrato                                         |             |
|        | Ascensão da Virgem                                                                     | 1577                        | Art Institute of Chicago Mosteiro de Santo Domingo de Silos                             | Art Institute of Chicago Mosteiro de Santo Domingo de Silos                    | arte sacra                                      |             |
|        | Zmartwychwstanie Chrystusa                                                             | 1577                        | Mosteiro de Santo Domingo de Silos                                                      | Mosteiro de Santo Domingo de Silos                                             | arte sacra                                      |             |
|        | Saint Veronica Holding the Veil                                                        | 1580                        | Museu de Santa Cruz                                                                     | Museu de Santa Cruz                                                            | arte sacra                                      |             |
|        | St Francis and Brother Leo Meditating on Death                                         | 1600                        | Galeria Nacional do Canadá                                                              | Galeria Nacional do Canadá                                                     | arte sacra                                      |             |
|        | John the Baptist                                                                       | 1577                        | Mosteiro de Santo Domingo de Silos                                                      | Mosteiro de Santo Domingo de Silos                                             | arte sacra                                      |             |
|        | Christ with the cross                                                                  | 1590                        | Museu Nacional de Arte da Catalunha                                                     | Museu Nacional de Arte da Catalunha                                            | arte sacra                                      |             |
|        | Pentitent Mary Magdalen                                                                | 1585                        | Museu Cau Ferrat                                                                        | Museu Cau Ferrat                                                               | arte sacra                                      |             |
|        | Coroação de Maria                                                                      | década de 1590              | Mosteiro Real de Santa Maria de Guadalupe                                               | Mosteiro Real de Santa Maria de Guadalupe                                      | arte sacra                                      |             |
|        | Portrait of the Poet Alonso Ercilla y Zuniga                                           | década de 1570              | Museu Hermitage                                                                         | Museu Hermitage                                                                | retrato                                         |             |
|        | The Apparition of the Virgin to Saint Hyacinth                                         | 1605                        | Memorial Art Gallery                                                                    | Memorial Art Gallery                                                           | arte sacra                                      |             |
|        | Allegory of the Order of the Camaldolese                                               | década de 1600              | Instituto Valencia de Don Juan                                                          | Instituto Valencia de Don Juan                                                 | alegoria                                        |             |
|        | Christ as Savior                                                                       | década de 1610              | Museu El Greco                                                                          | Museu El Greco                                                                 | arte sacra                                      |             |
|        | Christ on the Cross                                                                    | 1573                        | No/unknown value                                                                        |                                                                                | arte sacra                                      |             |
|        | Crucifixion with the Virgin Mary and Saint John the Evangelist                         | 1600                        | Museu de Arte de Filadélfia                                                             | Museu de Arte de Filadélfia                                                    | arte sacra                                      |             |
|        | The Feast in the House of Simon                                                        | década de 1600              | Art Institute of Chicago                                                                | Art Institute of Chicago                                                       | arte sacra                                      |             |
|        | Chusta Weroniki                                                                        | década de 1580              | No/unknown value                                                                        |                                                                                | arte sacra                                      |             |
|        | St. Francis in Ecstasy                                                                 | década de 1590              | No/unknown value                                                                        |                                                                                | arte sacra                                      |             |
|        | Mount Sinai                                                                            | década de 1570              | Museu Histórico de Creta                                                                | Museu Histórico de Creta                                                       | arte sacra                                      |             |
|        | Head of Christ                                                                         | século XVI                  | McNay Art Museum                                                                        | McNay Art Museum                                                               | arte sacra retrato                              |             |
|        | Portrait of a Lady with a Flower                                                       | 1600                        | No/unknown value                                                                        |                                                                                | retrato                                         |             |
|        | Coroação de Maria                                                                      | 1592 1591                   | Museu do Prado                                                                          | Museu do Prado                                                                 | arte sacra                                      |             |
|        | Coroação de Maria                                                                      | década de 1590              | Capela de São José                                                                      | Capela de São José                                                             | arte sacra                                      |             |
|        | Coroação de Maria.                                                                     | 1591                        | Museu de Santa Cruz                                                                     | Museu de Santa Cruz                                                            | arte sacra                                      |             |
|        | La Sagrada Família                                                                     | 1582                        | The Hispanic Society of America                                                         | The Hispanic Society of America                                                | arte sacra                                      |             |
|        | Mourning madonna                                                                       | 1590                        | Sammlung Schloss Rohoncz Museu Thyssen-Bornemisza                                       | Villa Favorita                                                                 | retrato                                         |             |
|        | Madonna and Child                                                                      | década de 1590              | No/unknown value                                                                        | Madrid                                                                         | arte sacra                                      |             |
|        | Madonna and Child with Saint Martina and Saint Agnes                                   | década de 1590              | Galeria Nacional de Arte                                                                | Galeria Nacional de Arte                                                       | arte sacra                                      |             |
|        | Portrait of a Gentleman from the Casa de Leiva                                         | 1580                        | Museu de Belas Artes de Montreal                                                        | Museu de Belas Artes de Montreal                                               | retrato                                         |             |
|        | The Birth of the Virgin                                                                | século XVII 1593 1614       | No/unknown value Fundação E.G. Bührle Museu das Belas Artes                             | Fundação E.G. Bührle Museu das Belas Artes                                     | arte sacra                                      |             |
|        | The Immaculate Conception with Saint John the Evangelist                               | 1580 década de 1580         | Museu de Santa Cruz                                                                     | Museu de Santa Cruz                                                            | arte sacra                                      |             |
|        | Jesus stripped of his garments                                                         | década de 1600              | No/unknown value                                                                        |                                                                                | arte sacra                                      |             |
|        | Apostle Saint Peter                                                                    | década de 1610              | Museu El Greco                                                                          | Museu El Greco                                                                 | arte sacra                                      |             |
|        | The Repentant Magdalen                                                                 | 1577                        | Museu de Arte de Worcester                                                              | Museu de Arte de Worcester                                                     | arte sacra                                      |             |
|        | The Penitent Magdalene                                                                 | 1580                        | Museu de Arte Nelson-Atkins                                                             | Museu de Arte Nelson-Atkins                                                    | arte sacra                                      |             |
|        | Penitent Magdalen                                                                      | década de 1600              | No/unknown value                                                                        |                                                                                | arte sacra                                      |             |
|        | The Adoration of the Magi with a Horse                                                 | década de 1560              | Museu Lázaro Galdiano                                                                   | Museu Lázaro Galdiano                                                          | arte sacra                                      |             |
|        | The Adoration of the Shepherds                                                         | 1602                        | Museo del Patriarca                                                                     | Museo del Patriarca                                                            | arte sacra                                      |             |
|        | Adoration of the Magi                                                                  | década de 1560              | Willumsens Museum                                                                       | Willumsens Museum                                                              | arte sacra                                      |             |
|        | Portrait of Charles de Guise, cardinal of Lorraine, archbishop of Reims                | 1572                        | Museu das Belas Artes                                                                   | Museu das Belas Artes                                                          | retrato                                         |             |
|        | Portrait of Don Garcia Ibañez de Mugica Bracamonte                                     | século XVII                 | Catedral de Ávila                                                                       | Catedral de Ávila                                                              | retrato                                         |             |
|        | Portrait of a Woman                                                                    | década de 1570              | No/unknown value                                                                        |                                                                                | retrato                                         |             |
|        | Portrait of a Lady                                                                     | década de 1570              | Museu de Arte de Filadélfia                                                             | Museu de Arte de Filadélfia                                                    | retrato                                         |             |
|        | Portrait of the duc de Benavente                                                       | década de 1590              | Musée Bonnat-Helleu                                                                     | Musée Bonnat-Helleu                                                            | retrato                                         |             |
|        | Portrait of a Man                                                                      | década de 1580              | The Hispanic Society of America                                                         | The Hispanic Society of America                                                | retrato                                         |             |
|        | Portrait of a Gentleman                                                                | década de 1600              | No/unknown value                                                                        |                                                                                | retrato                                         |             |
|        | Portrait of Unknown Gentleman                                                          | década de 1600              | Pollok House                                                                            | Pollok House                                                                   | retrato                                         |             |
|        | Portrait of a man, possibly Alonso de Herrera                                          | década de 1600              | Musée de Picardie collection Lavalard Frères de Roye                                    | Musée de Picardie                                                              | retrato                                         |             |
|        | Manusso Theotokopoulos                                                                 | 1603                        | Norton Simon Museum                                                                     | Norton Simon Museum                                                            | retrato                                         |             |
|        | Portrait of a Trinitarian Friar                                                        | 1609                        | Museu de Arte Nelson-Atkins                                                             | Museu de Arte Nelson-Atkins                                                    | retrato                                         |             |
|        | Christ bids Farewell to his Mother                                                     | século XVII                 | Museu de Santa Cruz                                                                     | Museu de Santa Cruz                                                            | arte sacra                                      |             |
|        | The Immaculate Conception                                                              | 1611                        | Museu Thyssen-Bornemisza Sammlung Schloss Rohoncz                                       | Museu Thyssen-Bornemisza Villa Favorita                                        | arte sacra                                      |             |
|        | Casamento da Virgem                                                                    | década de 1610              | National Museum of Art of Romania                                                       | National Museum of Art of Romania                                              | arte sacra                                      |             |
|        | A Anunciação                                                                           | década de 1590 1600 1598    | Museu de Belas Artes de Budapeste                                                       | Museu de Belas Artes de Budapeste                                              | arte sacra                                      |             |
|        | The Veil of Veronica                                                                   | década de 1570 1577         | No/unknown value                                                                        |                                                                                | arte sacra                                      |             |
|        | Saint Luke the Evangelist                                                              | década de 1600              | Catedral de Toledo                                                                      | Catedral de Toledo                                                             | arte sacra                                      |             |
|        | Saint Catherine                                                                        | 1610                        | Museu de Belas Artes de Boston                                                          | Museu de Belas Artes de Boston Coolidge Estate                                 | arte sacra                                      |             |
|        | The Holy Family with Mary Magdalen                                                     | década de 1590              | Museu de Arte de Cleveland                                                              | Museu de Arte de Cleveland                                                     | arte sacra                                      |             |
|        | St Veronica Holding the Veil                                                           | década de 1600              | No/unknown value                                                                        |                                                                                | arte sacra                                      |             |
|        | Portrait of Luís Gonzaga                                                               | 1583                        | Museu de Belas Artes de Budapeste                                                       | Budapeste                                                                      | retrato                                         |             |
|        | Apostle Saint Andrew                                                                   | 1610                        | Museu El Greco                                                                          | Museu El Greco                                                                 | arte sacra                                      |             |
|        | Saint Andrew                                                                           | 1610                        | Metropolitan Museum of Art                                                              | Metropolitan Museum of Art                                                     | arte sacra                                      |             |
|        | Saint Augustine                                                                        | década de 1590              | Museu de Santa Cruz                                                                     | Museu de Santa Cruz                                                            | arte sacra                                      |             |
|        | Saint Bartholomew                                                                      | década de 1610              | Museu El Greco                                                                          | Museu El Greco                                                                 | arte sacra                                      |             |
|        | The Apostle Bartholomew (Paul)                                                         | 1610                        | Museu do Prado                                                                          | Museu do Prado                                                                 | arte sacra                                      |             |
|        | Saint Bernard                                                                          | 1577                        | Museu Hermitage Mosteiro de Santo Domingo de Silos                                      | Museu Hermitage Mosteiro de Santo Domingo de Silos                             | arte sacra                                      |             |
|        | St Dominic in Prayer                                                                   | década de 1600              | No/unknown value Collection Rau for UNICEF                                              |                                                                                | arte sacra                                      |             |
|        | Saint Dominic in Prayer                                                                | 1600                        | No/unknown value                                                                        |                                                                                | retrato                                         |             |
|        | Saint Dominic praying                                                                  | 1606                        | Museu de Santa Cruz                                                                     | Museu de Santa Cruz                                                            | arte sacra                                      |             |
|        | Apostle Saint Philip                                                                   | década de 1610              | Museu El Greco                                                                          | Museu El Greco                                                                 | arte sacra                                      |             |
|        | Saint Francis of Assisi                                                                | 1592                        | Museu de Santa Cruz                                                                     | Museu de Santa Cruz                                                            | arte sacra                                      |             |
|        | Saint Francis in Prayer                                                                | década de 1580              | Joslyn Art Museum                                                                       | Joslyn Art Museum                                                              | arte sacra                                      |             |
|        | Saint Francis of Assisi receives the Stigmata                                          | década de 1570              | Accademia Carrara                                                                       | Accademia Carrara                                                              | arte sacra                                      |             |
|        | St Francis Receiving the Stigmata                                                      | década de 1560              | Reggia di Capodimonte                                                                   | Reggia di Capodimonte                                                          | arte sacra                                      |             |
|        | Saint Francis Receiving the Stigmata                                                   | década de 1580              | Museu de Arte Walters                                                                   | Museu de Arte Walters                                                          | arte sacra                                      |             |
|        | St Francis's Vision of the Flaming Torch                                               | década de 1600              | Hospital de Nuestra Señora del Carmen                                                   | Hospital de Nuestra Señora del Carmen                                          | arte sacra                                      |             |
|        | St. Francis in Prayer before the Crucifix                                              | década de 1580              | Museu de Belas Artes de Bilbau                                                          | Museu de Belas Artes de Bilbau                                                 | arte sacra                                      |             |
|        | Saint Francis Receiving the Stigmata                                                   | 1590                        | Musée des beaux-arts de Pau                                                             | Musée des beaux-arts de Pau                                                    | arte sacra                                      |             |
|        | Saint Francis and the Lay Brother                                                      | 1605                        | No/unknown value                                                                        | Zurique                                                                        | arte sacra                                      |             |
|        | Saint Jerome                                                                           | década de 1610              | Galeria Nacional de Arte                                                                | Galeria Nacional de Arte                                                       | arte sacra                                      |             |
|        | Saint Jerome in Penitence                                                              | década de 1590              | Galerias Nacionais da Escócia                                                           | Galeria Nacional da Escócia                                                    | arte sacra                                      |             |
|        | St. James the Less                                                                     | 1610                        | Museu El Greco                                                                          | Museu El Greco                                                                 | arte sacra                                      |             |
|        | Santiago Menor                                                                         | 1595                        | The Hyde Collection                                                                     | The Hyde Collection                                                            | arte sacra                                      |             |
|        | Santiago Menor                                                                         | 1600                        | Museu das Belas Artes                                                                   | Museu das Belas Artes                                                          | arte sacra                                      |             |
|        | Santiago Maior                                                                         | década de 1610              | Museu El Greco                                                                          | Museu El Greco                                                                 | arte sacra                                      |             |
|        | St James the Great                                                                     | década de 1590              | The Hispanic Society of America                                                         | The Hispanic Society of America                                                | arte sacra                                      |             |
|        | St James as a pilgrim                                                                  | década de 1590              | Museu de Santa Cruz                                                                     | Museu de Santa Cruz                                                            | arte sacra                                      |             |
|        | Saint James as a pilgrim                                                               | década de 1590              | The Hispanic Society of America                                                         | The Hispanic Society of America                                                | arte sacra                                      |             |
|        | Saint John the Baptist and Saint Francis of Assisi                                     | século XVI                  | Museu Nacional de Arte da Catalunha                                                     | Museu Nacional de Arte da Catalunha                                            | arte sacra                                      |             |
|        | São João Evangelista                                                                   | década de 1610              | Museu El Greco                                                                          | Museu El Greco                                                                 | arte sacra                                      |             |
|        | Apostle St Thaddeus (Jude)                                                             | década de 1610              | Museu El Greco                                                                          | Museu El Greco                                                                 | arte sacra                                      |             |
|        | St Joseph and the Christ Child                                                         | 1600                        | Museu de Santa Cruz                                                                     | Catedral de Toledo Museu de Santa Cruz                                         | arte sacra                                      |             |
|        | Apostle Saint Matthew                                                                  | década de 1610              | Museu El Greco                                                                          | Museu El Greco                                                                 | arte sacra                                      |             |
|        | Apostle Saint Paul                                                                     | década de 1610              | Museu El Greco                                                                          | Museu El Greco                                                                 | arte sacra                                      |             |
|        | Saint Paul                                                                             | década de 1580              | Palácio de Narros                                                                       | Palácio de Narros                                                              | arte sacra                                      |             |
|        | Saint Peter                                                                            | década de 1600              | Galeria Nacional da Grécia No/unknown value                                             | Galeria Nacional da Grécia                                                     | arte sacra                                      |             |
|        | Apostle Saint Simon                                                                    | década de 1610              | Museu El Greco                                                                          | Museu El Greco                                                                 | arte sacra                                      |             |
|        | Apostle St Thomas                                                                      | década de 1610              | Museu El Greco                                                                          | Museu El Greco                                                                 | arte sacra                                      |             |
|        | Luke the Evangelist                                                                    | 1610                        | The Hispanic Society of America                                                         | The Hispanic Society of America                                                | arte sacra                                      |             |
|        | Cristo na Cruz.                                                                        | 1610                        | Rijksmuseum                                                                             | Rijksmuseum                                                                    | arte sacra                                      |             |
|        | A Anunciação                                                                           | 1568                        | Galleria Estense                                                                        | Galleria Estense                                                               | arte sacra                                      |             |
|        | Adoration of the Magi with Camels                                                      | década de 1560              | Museu Soumaya                                                                           | Museu Soumaya                                                                  | arte sacra                                      |             |
|        | The Tears of St. Peter                                                                 | 1587                        | Museu Soumaya                                                                           | Museu Soumaya                                                                  | arte sacra                                      |             |
|        | Christ with the Cross                                                                  | 1590                        | Museu Thyssen-Bornemisza                                                                | Museu Thyssen-Bornemisza                                                       | arte sacra                                      |             |
|        | Pietà                                                                                  | década de 1580              | Coleção Stavros Niarchos                                                                | Coleção Stavros Niarchos                                                       | arte sacra                                      |             |
|        | A Adoração dos Pastores                                                                | década de 1570              | Duke of Buccleuch collection                                                            |                                                                                | arte sacra                                      |             |
|        | St Peter and St Paul                                                                   | década de 1600              | Museu Nacional de Belas-Artes da Suécia                                                 | Museu Nacional de Belas-Artes da Suécia                                        | arte sacra                                      |             |
|        | Christ Blessing, The Saviour of the World                                              | 1600                        | Galerias Nacionais da Escócia                                                           | Museu El Greco Galeria Nacional da Escócia                                     | arte sacra                                      |             |
|        | Penitent Mary Magdalena                                                                | década de 1590              | Museu de Montserrat                                                                     | Museu de Montserrat                                                            | arte sacra                                      |             |
|        | Holy Family with Saints                                                                | 1595 1600                   | Biblioteca Museu Víctor Balaguer Museu do Prado                                         | Biblioteca Museu Víctor Balaguer Museu do Prado                                | arte sacra                                      |             |
|        | Sant Francesc d'Asís i el germà Lleó meditant sobre la mort                            | século XVII 1585 século XVI | Biblioteca Museu Víctor Balaguer Museu do Prado Museo Nacional de Pintura y Escultura   | Biblioteca Museu Víctor Balaguer Museu do Prado                                | arte sacra                                      |             |
|        | St. Jerome                                                                             | 1600                        | Contini Bonacossi collection                                                            | Contini Bonacossi collection                                                   | arte sacra                                      |             |
|        | São Jerônimo como um erudito                                                           | 1610                        | Metropolitan Museum of Art                                                              | Metropolitan Museum of Art                                                     | arte sacra                                      |             |
|        | Christ Healing the Blind                                                               | década de 1570 1577         | Metropolitan Museum of Art                                                              | Metropolitan Museum of Art                                                     | arte sacra                                      |             |
|        | The Adoration of the Shepherds                                                         | 1610 1605                   | Metropolitan Museum of Art                                                              | Metropolitan Museum of Art Nova Iorque                                         | arte sacra                                      |             |
|        | Santa Face de Cristo                                                                   | 1610                        | Palácio Nacional da Ajuda                                                               | Palácio Nacional da Ajuda                                                      | arte sacra                                      |             |
|        | The Holy Family with Saint Anne and the Infant John the Baptist                        | 1597                        | Coleção Samuel H. Kress Galeria Nacional de Arte Metropolitan Museum of Art             | Galeria Nacional de Arte                                                       | arte sacra                                      |             |
|        | Saint Ildefonso                                                                        | século XVII                 | Galeria Nacional de Arte Andrew W. Mellon collection Degas Collection                   | Galeria Nacional de Arte                                                       | arte sacra                                      |             |
|        | Cristo na Cruz.                                                                        | década de 1600              | Museu J. Paul Getty                                                                     | Getty Center                                                                   | arte sacra                                      |             |
|        | St. Peter                                                                              | 1605                        | Fine Arts Museums of San Francisco                                                      | Legion of Honor                                                                | arte sacra                                      |             |
|        | St. Francis Venerating the Crucifix                                                    | 1595                        | Fine Arts Museums of San Francisco Coleção Samuel H. Kress                              | Legion of Honor                                                                | arte sacra                                      |             |
|        | Saint Francis Kneeling in Meditation                                                   | século XVI                  | Art Institute of Chicago                                                                | Art Institute of Chicago                                                       | arte sacra                                      |             |
|        | Saint Martin and the Beggar                                                            | 1602                        | Art Institute of Chicago                                                                | Art Institute of Chicago                                                       | arte sacra                                      |             |
|        | Portrait of a cardinal                                                                 | década de 1600              | National Gallery of Victoria                                                            | National Gallery of Victoria                                                   | retrato                                         |             |
|        | Portrait of a Man                                                                      | século XVI                  | Museu Nacional de Arte da Dinamarca                                                     | Museu Nacional de Arte da Dinamarca                                            | retrato                                         |             |
|        | Saint Dominic in Prayer                                                                | 1605                        | Museu de Belas Artes de Boston Degas Collection                                         | Museu de Belas Artes de Boston                                                 | arte sacra                                      |             |
|        | Cristo na Cruz                                                                         | 1610                        | Museu de Arte de Filadélfia                                                             | Museu de Arte de Filadélfia                                                    | arte sacra                                      |             |
|        | Healing of the Man Born Blind                                                          | década de 1570              | Galeria Nacional de Parma                                                               | Galeria Nacional de Parma                                                      | arte sacra                                      |             |
|        | A Anunciação (Madrid)                                                                  | 1598 década de 1590         | Museu Thyssen-Bornemisza                                                                | Museu Thyssen-Bornemisza                                                       | arte sacra                                      |             |
|        | The Repentant St. Peter                                                                | década de 1600              | Phillips Collection                                                                     | Phillips Collection                                                            | arte sacra                                      |             |
|        | Cristo na Cruz.                                                                        |                             | Museu Nacional de Arte Ocidental                                                        | Museu Nacional de Arte Ocidental                                               | arte sacra                                      |             |
|        | Saint Jerome as Cardinal                                                               | década de 1590              | National Gallery                                                                        | National Gallery                                                               | arte sacra                                      |             |
|        | The Adoration of the Name of Jesus                                                     | década de 1570              | National Gallery                                                                        | National Gallery                                                               | arte sacra                                      |             |
|        | Christ Bearing the Cross                                                               | 1610                        | Indianapolis Museum of Art                                                              | Indianapolis Museum of Art                                                     | arte sacra                                      |             |
|        | Agony in the Garden                                                                    | 1604                        | Museu Nacional de Belas Artes                                                           | Museu Nacional de Belas Artes                                                  | arte sacra                                      |             |
|        | An Allegory (Fàbula)                                                                   | década de 1580              | Galerias Nacionais da Escócia                                                           | Galeria Nacional da Escócia                                                    | alegoria                                        |             |
|        | Apparition of the Virgin and Child to Saint Hyacinth                                   | década de 1600              | Fundação Barnes                                                                         | Fundação Barnes                                                                | arte sacra                                      |             |
|        | Christ crucified with Toledo in the Background                                         | 1604                        | Fundação Banco Santander                                                                | Fundação Banco Santander                                                       | arte sacra                                      |             |
|        | Annunciation                                                                           | década de 1590              | Ohara Museum of Art                                                                     | Ohara Museum of Art                                                            | arte sacra                                      |             |
|        | The Annunciation                                                                       | década de 1590              | Museu de Belas Artes de Bilbau                                                          | Museu de Belas Artes de Bilbau                                                 | arte sacra                                      |             |
|        | Christ in Prayer                                                                       | década de 1590              | Galeria Nacional de Praga                                                               | Schwarzenberg Palace                                                           | arte sacra                                      |             |
|        | Saint François d'Assise et frère Léon méditant sur la mort                             | século XVII                 | Departamento de Pinturas do Louvre Museu Goya                                           | Museu Goya                                                                     | arte sacra                                      |             |
|        | John the Evangelist                                                                    | década de 1610              | Museum Boymans-van Beuningen                                                            | Museum Boymans-van Beuningen                                                   | arte sacra                                      |             |
|        | Saint Veronica Holding the Veil                                                        | década de 1600              | Coleções de Pinturas do Estado da Baviera                                               | Schleißheim State Gallery                                                      | arte sacra                                      |             |
|        | St. Francis receiving the Stigmata                                                     | década de 1580              | Museo San Telmo                                                                         | Museo San Telmo                                                                | arte sacra                                      |             |
|        | The Saviour                                                                            | década de 1590              | Museo San Telmo                                                                         | Museo San Telmo                                                                | arte sacra                                      |             |
|        | Anunciação                                                                             | século XVI                  | Museu Nacional de Arte da Catalunha                                                     | Museu Nacional de Arte da Catalunha                                            | arte sacra                                      |             |
|        | São Pedro Penitente                                                                    | 1595                        | San Diego Museum of Art                                                                 | San Diego Museum of Art                                                        | arte sacra                                      |             |
|        | Christ on the Cross with a View of Toledo                                              | 1607                        | Cincinnati Art Museum                                                                   | Cincinnati Art Museum                                                          | arte sacra                                      |             |
|        | Saint John the Evangelist and Saint Francis                                            | 1600                        | Galleria degli Uffizi                                                                   | Galleria degli Uffizi                                                          | arte sacra                                      |             |
|        | The Apostle Saint Andrew                                                               | 1610                        | Museu de Belas Artes de Budapeste                                                       | Museu de Belas Artes de Budapeste                                              | arte sacra                                      |             |
|        | Agonia no Getsêmani.                                                                   | 1611                        | Museu de Belas Artes de Budapeste                                                       | Museu de Belas Artes de Budapeste                                              | arte sacra                                      |             |
|        | The Disrobing of Christ                                                                | década de 1570              | National Trust Upton House                                                              | Upton House                                                                    | arte sacra                                      |             |
|        | The Tears of Saint Peter                                                               | 1590                        | Museu Nacional de Arte                                                                  | Museu Nacional de Arte                                                         | arte sacra                                      |             |
|        | Christ on the Cross                                                                    | 1600                        | Museu de Arte de Cleveland                                                              | Museu de Arte de Cleveland                                                     | arte sacra                                      |             |
|        | S. Francis meditating on the knees                                                     | 1586                        | Arabako Foru Aldundia No/unknown value                                                  | Arabako Foru Aldundia                                                          | arte sacra                                      |             |
|        | Anunciação (Toledo)                                                                    | 1602                        | Museu de Santa Cruz                                                                     | Museu de Santa Cruz                                                            | arte sacra                                      |             |
|        | Saint Francis receiving stigmata                                                       | 1580                        | No/unknown value                                                                        | Meadows Museum                                                                 | arte sacra                                      |             |
|        | The Disrobing of Christ. Lyon half painting version                                    | década de 1580              | Musée des Beaux-Arts de Lyon                                                            | Musée des Beaux-Arts de Lyon                                                   | arte sacra                                      |             |
|        | An Apostle, St. Andrew                                                                 |                             | Rhode Island School of Design Museum                                                    | Rhode Island School of Design Museum                                           | arte sacra                                      |             |
|        | Madonna and Child                                                                      | 1590                        | Detroit Institute of Arts                                                               | Detroit Institute of Arts                                                      | arte sacra                                      |             |
|        | Mater Dolorosa                                                                         | década de 1580              | Gemäldegalerie                                                                          | Gemäldegalerie                                                                 | arte sacra                                      |             |
|        | The Disrobing of Christ. Contini Bonacossi Collection                                  | década de 1570              | No/unknown value                                                                        |                                                                                | arte sacra                                      |             |
|        | The Disrobing of Christ                                                                | década de 1580              | No/unknown value                                                                        |                                                                                | arte sacra                                      |             |
|        | The Disrobing of Christ                                                                | década de 1600              | Associação Nacional de Museus do País de Gales Museu Nacional de Cardiff                | Museu Nacional de Cardiff                                                      | arte sacra                                      |             |
|        | The Disrobing of Christ                                                                | década de 1600              | Museu de Belas Artes de Budapeste                                                       | Museu de Belas Artes de Budapeste                                              | arte sacra                                      |             |
|        | Disrobing of Jesus                                                                     | década de 1580              | Museu de Santa Cruz                                                                     | Museu de Santa Cruz                                                            | arte sacra                                      |             |
|        | Crucifixion with the Virgin Mary and Saint John the Evangelist                         | década de 1600              | Museu de Arte de John e Mable Ringling                                                  | Museu de Arte de John e Mable Ringling                                         | arte sacra                                      |             |
|        | Crucifixion with the Virgin Mary and Saint John the Evangelist                         | década de 1590              | Iglesia Parroquial de Nuestra Señora de la Asunción                                     | Iglesia Parroquial de Nuestra Señora de la Asunción                            | arte sacra                                      |             |
|        | Crucifixion with the Virgin Mary and Saint John the Evangelist                         | década de 1600              | Municipal Gallery of Athens                                                             | Municipal Gallery of Athens                                                    | arte sacra                                      |             |
|        | Portrait of Cardinal Don Fernando Niño de Guevara                                      | 1600                        | Kunst Museum Winterthur                                                                 | Kunst Museum Winterthur                                                        | retrato                                         |             |
|        | Portrait of Francisco de Pisa                                                          | 1610                        | No/unknown value                                                                        |                                                                                | pintura em miniatura                            |             |
|        | St. John the Baptist                                                                   | 1600                        | Fine Arts Museums of San Francisco                                                      | Legion of Honor                                                                | arte sacra                                      |             |
|        | Portrait of a Lady                                                                     | década de 1580              | The Hispanic Society of America                                                         | The Hispanic Society of America                                                | pintura em miniatura                            |             |
|        | Portrait of a Clergyman                                                                | 1577                        | Museu Lázaro Galdiano                                                                   | Museu Lázaro Galdiano                                                          | pintura em miniatura retrato                    |             |
|        | Apostle Andrew at full-length                                                          | 1591                        | Mosteiro Real de Santa Maria de Guadalupe Museu de Santa Cruz                           | Mosteiro Real de Santa Maria de Guadalupe                                      |                                                 |             |
|        | Apostle Peter at full-length                                                           | 1591                        | Mosteiro Real de Santa Maria de Guadalupe Museu de Santa Cruz                           | Mosteiro Real de Santa Maria de Guadalupe                                      | arte sacra                                      |             |
|        | Saint Joseph and the Christ Child (Chapel of St. Joseph)                               | década de 1590              | Capela de São José                                                                      | Capela de São José                                                             | arte sacra                                      |             |
|        | Agony in the Garden                                                                    | 1605                        | Palácio das Belas-Artes de Lille                                                        | Palácio das Belas-Artes de Lille                                               | arte sacra                                      |             |
|        | Saint Francis in Prayer before a Crucifix                                              | 1590                        | Palácio das Belas-Artes de Lille                                                        | Palácio das Belas-Artes de Lille                                               | arte sacra                                      |             |
|        | St John the Baptist                                                                    | 1610                        | Associação Nacional de Museus do País de Gales Museu Nacional de Cardiff                | Associação Nacional de Museus do País de Gales                                 | arte sacra                                      |             |
|        | Saint Sebastian                                                                        | 1602                        | No/unknown value                                                                        |                                                                                | arte sacra                                      |             |
|        | Burial of the Count of Orgaz                                                           |                             | Museu Nacional de Belas-Artes da Suécia                                                 | Museu Nacional de Belas-Artes da Suécia                                        |                                                 |             |
|        | Saint Francis Receiving the Stigmata                                                   | década de 1590              | Galeria Nacional da Irlanda                                                             | Galeria Nacional da Irlanda                                                    | arte sacra                                      |             |
|        | Agonia no Getsêmani.                                                                   | 1590                        | Museu de Arte de Toledo                                                                 | Museu de Arte de Toledo                                                        | arte sacra                                      |             |
|        | A Adoração dos Pastores.                                                               | década de 1610              | Metropolitan Museum of Art                                                              | Metropolitan Museum of Art                                                     | arte sacra                                      |             |
|        | St. Paul                                                                               | século XVI                  | Museu de Arte de Saint Louis                                                            | Museu de Arte de Saint Louis                                                   | arte sacra                                      |             |
|        | Agonia no Getsêmani                                                                    | 1603                        | Museo Diocesano de Arte Religioso                                                       | Museo Diocesano de Arte Religioso                                              | arte sacra                                      |             |
|        | St. John                                                                               | década de 1590              | Dallas Museum of Art Museu de Arte Kimbell                                              | Dallas Museum of Art                                                           | arte sacra                                      |             |
|        | Saint Paul                                                                             | década de 1610              | Museu de Arte de John e Mable Ringling                                                  | Museu de Arte de John e Mable Ringling                                         | arte sacra                                      |             |
|        | The Agony in the Garden                                                                | 1605                        | No/unknown value Contini Bonacossi collection                                           |                                                                                | arte sacra                                      |             |
|        | O Batismo de Cristo                                                                    | 1598                        | Galeria Nacional de Arte Antiga                                                         | Palazzo Barberini                                                              | arte sacra                                      |             |
|        | A Adoração dos Pastores                                                                | século XVI                  | Galeria Nacional de Arte Antiga                                                         | Palazzo Barberini                                                              | arte sacra                                      |             |
|        | The Annunciation                                                                       | 1600                        | Museu de Arte de Toledo                                                                 | Museu de Arte de Toledo                                                        | arte sacra                                      |             |
|        | Allegory of the Order of the Camaldolese                                               | 1597                        | Museo del Patriarca                                                                     | Museo del Patriarca                                                            | alegoria                                        |             |
|        | St Dominic in prayer                                                                   | 1587                        | No/unknown value                                                                        |                                                                                | arte sacra                                      |             |
|        | Saint Jerome                                                                           | 1607                        | Real Academia de Belas-Artes de São Fernando                                            | Real Academia de Belas-Artes de São Fernando                                   | arte sacra                                      |             |
|        | Pietà                                                                                  | 1575                        | The Hispanic Society of America                                                         | The Hispanic Society of America                                                | arte sacra                                      |             |
|        | Portrait of Antonio Covarrubias                                                        | 1598                        | Museu El Greco                                                                          | Museu El Greco                                                                 | retrato                                         |             |
|        | St. John the Baptist, Valencia                                                         | 1600                        | Museu de Belles Arts de València                                                        | Museu de Belles Arts de València                                               | arte sacra                                      |             |
|        | The Tears of Saint Peter                                                               | 1607                        | Museo Fundación Lerma                                                                   | Museo Fundación Lerma                                                          | arte sacra                                      |             |
|        | The Tears of Saint Peter                                                               | 1605                        | Museu Cau Ferrat                                                                        | Museu Cau Ferrat                                                               | arte sacra                                      |             |
|        | Tears of Saint Peter                                                                   | 1592                        | Museu El Greco                                                                          | Museu El Greco                                                                 | arte sacra                                      |             |
|        | The Tears of Saint Peter                                                               | 1600                        | Catedral de Toledo                                                                      | Catedral de Toledo                                                             | arte sacra                                      |             |
|        | Mount Sinai                                                                            | 1568                        | Galleria Estense                                                                        | Galleria Estense                                                               | arte sacra                                      |             |
|        | Adam and Eve before God the Father                                                     | 1568                        | Galleria Estense                                                                        | Galleria Estense                                                               | arte sacra                                      |             |
|        | Adoration of the Shepherds                                                             | 1568                        | Galleria Estense                                                                        | Galleria Estense                                                               | arte sacra                                      |             |
|        | Christ crowning a Saint                                                                | 1568                        | Galleria Estense                                                                        | Galleria Estense                                                               | arte sacra                                      |             |
|        | O Batismo de Cristo                                                                    | 1568                        | Galleria Estense                                                                        | Galleria Estense                                                               | arte sacra                                      |             |
|        | The Entombment of Christ                                                               | 1575                        | No/unknown value                                                                        |                                                                                | arte sacra                                      |             |
|        | A Sagrada Família                                                                      | 1595                        | Museu de Belas Artes de Budapeste                                                       | Museu de Belas Artes de Budapeste                                              | arte sacra                                      |             |
|        | Portrait of Rodrigo Vázquez                                                            | década de 1600              | Museu Pushkin                                                                           | Museu Pushkin                                                                  | retrato                                         |             |
|        | Saint Francis Receiving the Stigmata                                                   | 1595                        | Mosteiro e Sítio do Escorial                                                            | Mosteiro e Sítio do Escorial                                                   | arte sacra                                      |             |
|        | An Allegory with a Boy Lighting a Candle in the Company of an Ape and a Fool           | 1580                        | No/unknown value                                                                        |                                                                                | pintura de género                               |             |
|        | The Virgin and Child with Saint Anne                                                   | 1600                        | Wadsworth Atheneum                                                                      | Wadsworth Atheneum                                                             | arte sacra                                      |             |
|        | Head of St. Maurice                                                                    | 1600                        | No/unknown value                                                                        |                                                                                | historiated portrait                            |             |
|        | Saint Francis of Assisi in meditation                                                  | 1600                        | No/unknown value                                                                        |                                                                                | arte sacra                                      |             |
|        | Saint Francis receiving the stigmata                                                   | 1600                        | No/unknown value                                                                        |                                                                                | arte sacra                                      |             |
|        | Saint Andrew (Oviedo)                                                                  | 1590                        | Museu Nacional Colégio de São Gregório                                                  | Museu Nacional Colégio de São Gregório                                         | arte sacra                                      |             |
|        | Saint Philip (Oviedo)                                                                  | 1590                        | Museu Nacional Colégio de São Gregório                                                  | Museu Nacional Colégio de São Gregório                                         | arte sacra                                      |             |
|        | Saint James the Greater (Oviedo)                                                       | 1590                        | Museu Nacional Colégio de São Gregório                                                  | Museu Nacional Colégio de São Gregório                                         | arte sacra                                      |             |
|        | Saint James the Lesser (Oviedo)                                                        | 1590                        | Museu Nacional Colégio de São Gregório                                                  | Museu Nacional Colégio de São Gregório                                         | arte sacra                                      |             |
|        | John the Evangelist (Oviedo)                                                           | 1590                        | Museu Nacional Colégio de São Gregório                                                  | Museu Nacional Colégio de São Gregório                                         | arte sacra                                      |             |
|        | Saint Judas Thadeus (Oviedo)                                                           | 1590                        | Museu Nacional Colégio de São Gregório                                                  | Museo de Bellas Artes de Asturias                                              | arte sacra                                      |             |
|        | Saint Luke (Oviedo)                                                                    | 1590                        | Museu Nacional Colégio de São Gregório                                                  | Museo de Bellas Artes de Asturias                                              | arte sacra                                      |             |
|        | Saint Matthew (Oviedo)                                                                 | 1590                        | Museu Nacional Colégio de São Gregório                                                  | Museo de Bellas Artes de Asturias                                              | arte sacra                                      |             |
|        | Saint Paul (Oviedo)                                                                    | 1590                        | Museu Nacional Colégio de São Gregório                                                  | Museo de Bellas Artes de Asturias                                              | arte sacra                                      |             |
|        | Saint Peter (Oviedo)                                                                   | 1590                        | Museu Nacional Colégio de São Gregório                                                  | Museo de Bellas Artes de Asturias                                              | arte sacra                                      |             |
|        | Saint Simon (Oviedo)                                                                   | 1590                        | Museu Nacional Colégio de São Gregório                                                  | Museo de Bellas Artes de Asturias                                              | arte sacra                                      |             |
|        | Saint Thomas (Oviedo)                                                                  | 1590                        | Museu Nacional Colégio de São Gregório                                                  | Museo de Bellas Artes de Asturias                                              | arte sacra                                      |             |
|        | St. Andrew (Corcoran)                                                                  | 1600                        | No/unknown value Corcoran Gallery of Art                                                | Corcoran Gallery of Art                                                        | arte sacra                                      |             |
|        | St. Bartholomew (NYC)                                                                  | 1600                        | Newhouse Galleries                                                                      | Newhouse Galleries                                                             | arte sacra                                      |             |
|        | Christ (Henke)                                                                         | 1600                        | No/unknown value                                                                        |                                                                                | arte sacra                                      |             |
|        | The Entombment of Christ                                                               | 1575                        | No/unknown value                                                                        |                                                                                | arte sacra                                      |             |
|        | Portrait of an Apostle (Saint Philip)                                                  | 1600                        | Museus de Arte de Harvard Fogg Museum                                                   | Fogg Museum                                                                    | arte sacra                                      |             |
|        | St. Francis and Brother Leo Meditating on Death                                        | 1600                        | Pinacoteca de Brera                                                                     | Pinacoteca de Brera                                                            | arte sacra                                      |             |
|        | Christ on the Cross (Toledo)                                                           | 1610                        | Museu de Santa Cruz                                                                     | Museu de Santa Cruz                                                            | arte sacra                                      |             |
|        | Saint Jude (Henke)                                                                     | 1600                        | No/unknown value                                                                        |                                                                                | arte sacra                                      |             |
|        | St. James the Greater (Henke)                                                          | 1600                        | No/unknown value                                                                        |                                                                                | arte sacra                                      |             |
|        | Saint Philip (Henke)                                                                   | 1600                        | No/unknown value                                                                        |                                                                                | arte sacra                                      |             |
|        | Saint John the Evangelist (Henke)                                                      | 1600                        | No/unknown value                                                                        |                                                                                | arte sacra                                      |             |
|        | Saint James the Greater                                                                | 1600                        | No/unknown value                                                                        |                                                                                | arte sacra                                      |             |
|        | Saint Francis and Brother Leo in Meditation                                            | 1577                        | No/unknown value                                                                        |                                                                                | arte sacra                                      |             |
|        | Adoration of the Shepherds                                                             | 1577                        | San Diego Museum of Art                                                                 | San Diego Museum of Art                                                        | arte sacra                                      |             |
|        | Saint Paul                                                                             | 1605                        | No/unknown value                                                                        |                                                                                | arte sacra                                      |             |
|        | Saint James the Greater                                                                | 1605                        | Catedral de Toledo                                                                      | Catedral de Toledo                                                             | arte sacra                                      |             |
|        | Salvator Mundi                                                                         | 1605                        | Catedral de Toledo                                                                      | Catedral de Toledo                                                             | arte sacra                                      |             |
|        | Saint Andrew                                                                           | 1605                        | Catedral de Toledo                                                                      | Catedral de Toledo                                                             | arte sacra                                      |             |
|        | Saint Jude                                                                             | 1605                        | Catedral de Toledo                                                                      | Catedral de Toledo                                                             | arte sacra                                      |             |
|        | Saint Matthew                                                                          | 1605                        | Catedral de Toledo                                                                      | Catedral de Toledo                                                             | arte sacra                                      |             |
|        | Saint Paul                                                                             | 1605                        | Catedral de Toledo                                                                      | Catedral de Toledo                                                             | arte sacra                                      |             |
|        | Saint Peter                                                                            | 1605                        | Catedral de Toledo                                                                      | Catedral de Toledo                                                             | arte sacra                                      |             |
|        | Saint Francis with Brother Leo                                                         | 1605                        | Catedral de Toledo                                                                      | Catedral de Toledo                                                             | arte sacra                                      |             |
|        | Saint Francis Standing in Meditation                                                   | 1580                        | No/unknown value                                                                        | Burguillos de Toledo                                                           | arte sacra                                      |             |
|        | Christ on the Cross                                                                    | 1605                        | No/unknown value                                                                        | Zuloaga's House-Museum                                                         | arte sacra                                      |             |
|        | St Dominic in Prayer                                                                   | 1595                        | The Hispanic Society of America                                                         | The Hispanic Society of America                                                | arte sacra                                      |             |
|        | El Soplón                                                                              | 1575                        | No/unknown value                                                                        | Manhasset                                                                      | pintura de género                               |             |
|        | Feast in the House of Simon                                                            | 1610                        | No/unknown value                                                                        |                                                                                | arte sacra                                      |             |
|        | Annunciation (Hospital de Tavera)                                                      |                             | Hospital de Tavera                                                                      | Hospital de Tavera                                                             |                                                 |             |
|        | Adoration, 1570                                                                        | 1570                        | Agnes Etherington Art Centre                                                            | Agnes Etherington Art Centre                                                   | arte sacra                                      |             |
|        | Saint Thomas                                                                           | 1600                        | Chrysler Museum of Art                                                                  | Chrysler Museum of Art                                                         | arte sacra                                      |             |
|        | St Francis and Brother Leo Meditating on Death                                         | 1610                        | Museu El Greco                                                                          | Museu El Greco                                                                 | arte sacra                                      |             |
|        | Saint Francis in Ecstasy                                                               | 1605                        | Museu Cerralbo                                                                          | Museu Cerralbo                                                                 | arte sacra                                      |             |
|        | Saint Jerome                                                                           | 1610                        | The Hispanic Society of America                                                         | The Hispanic Society of America                                                | arte sacra                                      |             |
|        | Saint Francis in Prayer                                                                | 1610                        | Princeton University Art Museum                                                         | Princeton University Art Museum                                                | arte sacra                                      |             |
|        | Christ Driving the Money Changers from the Temple                                      | 1600                        | Museus de Arte de Harvard Fogg Museum                                                   | Museus de Arte de Harvard                                                      | arte sacra                                      |             |
|        | Christ Bearing the Cross                                                               | 1600                        | Museus de Arte de Harvard Fogg Museum                                                   | Fogg Museum                                                                    | arte sacra                                      |             |
|        | Head of Saint Francis                                                                  | 1600                        | The Hispanic Society of America Metropolitan Museum of Art                              | The Hispanic Society of America                                                | arte sacra                                      |             |
|        | Saint Jerome as Cardinal                                                               | 1605                        | Musée Bonnat-Helleu                                                                     | Musée Bonnat-Helleu                                                            | arte sacra                                      |             |
|        | Christ with the Cross                                                                  | 1600                        | Museu Nacional de Artes Decorativas                                                     | Museu Nacional de Artes Decorativas                                            | arte sacra                                      |             |
|        | Mater Dolorosa                                                                         | 1600                        | Museu Lázaro Galdiano                                                                   | Museu Lázaro Galdiano                                                          | arte sacra                                      |             |
|        | Portrait of Juan de Avila                                                              | 1600                        | Museu El Greco                                                                          | Museu El Greco                                                                 | retrato                                         |             |
|        | Christ in the House of Mary and Martha                                                 | 1600                        | No/unknown value                                                                        |                                                                                | arte sacra                                      |             |
|        | Saint James the Greater                                                                | 1600                        | New College                                                                             | New College                                                                    | arte sacra                                      |             |
|        | St. Matthew                                                                            | 1610                        | No/unknown value                                                                        |                                                                                | arte sacra                                      |             |
|        | Portrait of Gaspar de Quiroga                                                          | 1594                        | No/unknown value                                                                        |                                                                                | retrato                                         |             |
|        | Landscape near Toledo                                                                  | 1600                        | No/unknown value                                                                        |                                                                                | pintura de paisagem                             |             |
|        | The Family of El Greco                                                                 | 1600                        | Real Academia de Belas-Artes de São Fernando                                            | Real Academia de Belas-Artes de São Fernando                                   | pintura de paisagem                             |             |
|        | St John the Evangelist                                                                 | 1600                        | No/unknown value                                                                        | San Dimas Scripps College                                                      | arte sacra                                      |             |
|        | St Francis and Brother Leo Meditating on Death                                         | 1610                        | Museu El Greco                                                                          | Museu El Greco                                                                 | arte sacra                                      |             |
|        | Portrait of a Gentleman                                                                | 1570                        | No/unknown value                                                                        |                                                                                | retrato                                         |             |
|        | Cristo na Cruz                                                                         | 1610 1578                   | No/unknown value                                                                        | Texas                                                                          | arte sacra                                      |             |
|        | John the Evangelist                                                                    | 1605                        | Catedral de Toledo                                                                      | Catedral de Toledo                                                             | arte sacra                                      |             |
|        | Saint Thomas                                                                           | 1605                        | Catedral de Toledo                                                                      | Catedral de Toledo                                                             | arte sacra                                      |             |
|        | Saint Philip                                                                           | 1605                        | Catedral de Toledo                                                                      | Catedral de Toledo                                                             | arte sacra                                      |             |
|        | Saint Simon                                                                            | 1605                        | Catedral de Toledo                                                                      | Catedral de Toledo                                                             | arte sacra                                      |             |
|        | Saint Francis receiving stigmata                                                       | 1605                        | Mosteiro e Sítio do Escorial                                                            | Mosteiro e Sítio do Escorial                                                   | arte sacra                                      |             |
|        | St. Francis receiving the Stigmata                                                     | 1590                        | Detroit Institute of Arts                                                               | Detroit Institute of Arts                                                      | arte sacra                                      |             |
|        | St. Francis receiving the Stigmata                                                     | 1605                        | No/unknown value                                                                        |                                                                                | arte sacra                                      |             |
|        | St. Francis receiving the Stigmata                                                     | 1590                        | No/unknown value                                                                        | Detroit Institute of Arts Colnaghi Museu Thyssen-Bornemisza                    | arte sacra                                      |             |
|        | Saint Francis of Assisi in meditation                                                  | 1595                        | No/unknown value                                                                        | Barcelona                                                                      | arte sacra                                      |             |
|        | The Tears of Saint Peter                                                               | 1600                        | Coleção Stavros Niarchos                                                                | Coleção Stavros Niarchos                                                       | arte sacra                                      |             |
|        | The Apostle Bartholomew (Paul)                                                         | 1610                        | No/unknown value                                                                        |                                                                                | arte sacra                                      |             |
|        | Saint Francis with Brother Leo                                                         | 1600                        | Real Colegio de Doncellas Nobles                                                        | Real Colegio de Doncellas Nobles                                               | arte sacra                                      |             |
|        | Saint Francis and Brother Leo Meditating on Death                                      | 1600                        | No/unknown value                                                                        |                                                                                | arte sacra                                      |             |
|        | The Resurrection                                                                       | 1600                        | Mildred Lane Kemper Art Museum                                                          | Mildred Lane Kemper Art Museum                                                 | arte sacra                                      |             |
|        | Saint Francis in Ecstasy                                                               | 1586                        | Museu de Belas Artes de Montreal                                                        | Museu de Belas Artes de Montreal                                               | arte sacra                                      |             |
|        | Saint Andrew                                                                           | 1610                        | No/unknown value                                                                        |                                                                                | arte sacra                                      |             |
|        | St Francis Receiving the Stigmata                                                      | 1600                        | No/unknown value                                                                        |                                                                                | arte sacra                                      |             |
|        | Christ Taking Leave of His Mother                                                      | 1590                        | No/unknown value                                                                        | Art Institute of Chicago Groton                                                | arte sacra                                      |             |
|        | St. Mary Magdalene                                                                     | 1585                        | The Hispanic Society of America                                                         | The Hispanic Society of America                                                | arte sacra                                      |             |
|        | Christ Healing the Blind                                                               | 1585                        | No/unknown value                                                                        |                                                                                | arte sacra                                      |             |
|        | Saint Francis Receiving the Stigmata                                                   | 1614                        | No/unknown value                                                                        |                                                                                | arte sacra                                      |             |
|        | The Martyrdom of St. Maurice and the Ten Thousand Thebans                              | 1614                        | National Museum of Art of Romania                                                       | National Museum of Art of Romania                                              | arte sacra                                      |             |
|        | Paradise                                                                               | 1578                        | No/unknown value                                                                        |                                                                                | arte sacra                                      |             |
|        | St Francis and Brother Leo Meditating on Death                                         | 1600                        | No/unknown value                                                                        |                                                                                | arte sacra                                      |             |
|        | Saint Francis Kneeling in Meditation                                                   | 1605                        | Meadows Museum                                                                          | Meadows Museum                                                                 | arte sacra                                      |             |
|        | The Coronation of the Virgin                                                           | 1605                        | No/unknown value                                                                        |                                                                                | arte sacra                                      |             |
|        | The Annunciation                                                                       | 1605                        | No/unknown value Museu de Belas Artes de Boston                                         | Groton Museu de Belas Artes de Boston                                          | arte sacra                                      |             |
|        | Saint Jerome as Cardinal                                                               | 1605                        | No/unknown value                                                                        |                                                                                | arte sacra                                      |             |
|        | Saint Catherine with Crown and Palm Branch                                             | 1600                        | No/unknown value                                                                        |                                                                                | arte sacra                                      |             |
|        | Annunciation                                                                           | 1614                        | Fundação Barnes                                                                         | Fundação Barnes                                                                | arte sacra                                      |             |
|        | The Entombment of Christ                                                               | 1600                        | Palácio Real de Madrid                                                                  | Palácio Real de Madrid                                                         | arte sacra                                      |             |
|        | Veronica holding the Veil                                                              | 1577                        | No/unknown value                                                                        |                                                                                | arte sacra                                      |             |
|        | Madonna and Child                                                                      | 1600                        | No/unknown value                                                                        |                                                                                | arte sacra                                      |             |
|        | Christ with the Cross                                                                  | 1590                        | No/unknown value                                                                        |                                                                                | arte sacra                                      |             |
|        | Christ Carrying the Cross                                                              | 1600                        | No/unknown value                                                                        | Barcelona                                                                      | arte sacra                                      |             |
|        | Christ on the Cross                                                                    | 1600                        | No/unknown value                                                                        | Bilbau                                                                         | arte sacra                                      |             |
|        | Christ with the Cross                                                                  | 1600                        | No/unknown value                                                                        |                                                                                | arte sacra                                      |             |
|        | Christ with the Cross                                                                  | 1600                        | Catedral de Cuenca                                                                      | Catedral de Cuenca                                                             | arte sacra                                      |             |
|        | Saint Catherine                                                                        | 1600                        | No/unknown value                                                                        |                                                                                | arte sacra                                      |             |
|        | A Crucificação com a Virgem e São João                                                 | 1600                        | Museu Nacional de Belas Artes                                                           | Museu Nacional de Belas Artes                                                  | arte sacra                                      |             |
|        | The Annunciation                                                                       | 1600                        | No/unknown value                                                                        |                                                                                | arte sacra                                      |             |
|        | Christ with the Cross                                                                  | 1600                        | Basilica of St. Stephen, Olot                                                           | Basilica of St. Stephen, Olot                                                  | arte sacra                                      |             |
|        | Christ with the Cross                                                                  | 1600                        | Museo Parroquial de el Bonillo                                                          | El Bonillo                                                                     | arte sacra                                      |             |
|        | Pieta                                                                                  | 1566                        | No/unknown value                                                                        |                                                                                | arte sacra                                      |             |
|        | St. Francis receiving the Stigmata (head and shoulders)                                | 1600                        | Museu de Belas Artes de Bilbau                                                          | Museu de Belas Artes de Bilbau                                                 | arte sacra                                      |             |
|        | Christ Carrying the Cross                                                              | 1600                        | No/unknown value                                                                        | Castelo de Peleș                                                               | arte sacra                                      |             |
|        | Christ Taking Leave of His Mother                                                      | 1595                        | No/unknown value                                                                        | Castelo de Peleș                                                               | arte sacra                                      |             |
|        | Christ on the Cross                                                                    | 1600                        | No/unknown value                                                                        | Sevilha                                                                        | arte sacra                                      |             |
|        | The Annunciation                                                                       | 1600 1850                   | Meadows Museum                                                                          | Meadows Museum                                                                 | arte sacra                                      |             |
|        | Christ Driving the Money Changers from the Temple                                      | 1600                        | Colección privada                                                                       |                                                                                | arte sacra                                      |             |
|        | Saint Dominic in Prayer                                                                | 1600                        | Catedral de Toledo                                                                      | Catedral de Toledo                                                             | arte sacra                                      |             |
|        | The Holy Family with Mary Magdalen                                                     | 1610                        | Museu Soumaya                                                                           | Museu Soumaya                                                                  | arte sacra                                      |             |
|        | The Penitent Magdalene                                                                 | 1610                        | Museu Soumaya                                                                           | Museu Soumaya                                                                  | arte sacra                                      |             |
|        | St Francis and Brother Leo Meditating on Death                                         | 1610                        | Museu Soumaya                                                                           | Museu Soumaya                                                                  | arte sacra                                      |             |
|        | Saint Martin and the Beggar                                                            | 1610                        | No/unknown value                                                                        | Castelo de Peleș                                                               | arte sacra                                      |             |
|        | Saint Francis receiving the Stigmata                                                   | 1610                        | No/unknown value                                                                        |                                                                                | arte sacra                                      |             |
|        | Saint Francis and Brother Leo                                                          | 1610                        | No/unknown value                                                                        |                                                                                | arte sacra                                      |             |
|        | Saint Francis in Ecstasy                                                               | 1604                        | No/unknown value                                                                        | Madrid                                                                         | arte sacra                                      |             |
|        | Saint Francis in Ecstasy                                                               | 1610                        | No/unknown value                                                                        |                                                                                | arte sacra                                      |             |
|        | Saint James the Greater (after Oviedo version)                                         | 1610                        | No/unknown value                                                                        |                                                                                | arte sacra                                      |             |
|        | Luke the Evangelist                                                                    | 1610                        | No/unknown value                                                                        |                                                                                | arte sacra                                      |             |
|        | The Holy Family with Mary Magdalen                                                     | 1610                        | No/unknown value                                                                        | Castelo de Peleș                                                               | arte sacra                                      |             |
|        | The Agony in the Garden                                                                | 1610                        | Museu de Belas Artes de Bilbau                                                          | Museu de Belas Artes de Bilbau                                                 | arte sacra                                      |             |
|        | Adoration of the Shepherds                                                             | 1580                        | No/unknown value                                                                        | Paris                                                                          | arte sacra                                      |             |
|        | The Agony in the Garden                                                                | 1610                        | No/unknown value                                                                        |                                                                                | arte sacra                                      |             |
|        | Saint Francis receiving the Stigmata                                                   | 1610                        | No/unknown value                                                                        | Palacio de los Condes del Vado y de Guenduláin                                 | arte sacra                                      |             |
|        | Saint Francis in ecstasy                                                               | 1610                        | No/unknown value                                                                        |                                                                                | arte sacra                                      |             |
|        | Saint Luke                                                                             | 1610                        | Villa Ortiz Basualdo                                                                    | Villa Ortiz Basualdo                                                           | arte sacra                                      |             |
|        | St. Andrew (Plandiura, Barcelona)                                                      | 1610                        | No/unknown value                                                                        | Barcelona                                                                      | arte sacra                                      |             |
|        | Saint Matthew                                                                          | 1610                        | No/unknown value                                                                        |                                                                                | arte sacra                                      |             |
|        | Penitent Magdalen                                                                      | 1610                        | No/unknown value                                                                        |                                                                                | arte sacra                                      |             |
|        | Penitent Magdalen                                                                      | 1610                        | No/unknown value                                                                        |                                                                                | arte sacra                                      |             |
|        | Saint Bartholomew (Pseudo St. Paul)                                                    | 1610                        | No/unknown value                                                                        |                                                                                | arte sacra                                      |             |
|        | An Apostle                                                                             | 1610                        | Museu de Santa Cruz                                                                     | Museu de Santa Cruz Iglesia de San Vicente, Toledo                             | arte sacra                                      |             |
|        | Saint Francis receiving the Stigmata                                                   | 1610                        | Academia de São Carlos                                                                  | Academia de São Carlos                                                         | arte sacra                                      |             |
|        | Francis receiving the stigmata                                                         | 1610                        | Museu de Santa Cruz                                                                     | Museu de Santa Cruz                                                            | arte sacra                                      |             |
|        | Annunciation                                                                           | 1610                        | No/unknown value Museu de Belas Artes                                                   | Museu de Belas Artes                                                           | arte sacra                                      |             |
|        | Saint Dominic praying                                                                  | 1610                        | No/unknown value                                                                        | Toledo                                                                         | arte sacra                                      |             |
|        | Saint Dominic praying                                                                  | 1610                        | No/unknown value                                                                        |                                                                                | arte sacra                                      |             |
|        | Saint Dominic praying                                                                  | 1610                        | Museo San Telmo                                                                         | Museo San Telmo                                                                | arte sacra                                      |             |
|        | Penitent Magdalen                                                                      | 1610                        | No/unknown value                                                                        |                                                                                | arte sacra                                      |             |
|        | Saint John the Evangelist at full length                                               | 1610                        | Museu Cerralbo                                                                          | Museu Cerralbo                                                                 | arte sacra                                      |             |
|        | Fragment of three heads of angels                                                      | 1610                        | No/unknown value                                                                        |                                                                                | arte sacra                                      |             |
|        | Saint Francis of Assisi                                                                | 1610                        | No/unknown value                                                                        | Grand Rapids                                                                   | arte sacra                                      |             |
|        | St Francis and Brother Leo Meditating on Death                                         | 1610                        | No/unknown value                                                                        |                                                                                | arte sacra                                      |             |
|        | Saint Dominic in Prayer                                                                | 1610                        | No/unknown value                                                                        |                                                                                | arte sacra                                      |             |
|        | San Diego de Alcalá                                                                    | 1610                        | No/unknown value                                                                        |                                                                                | arte sacra                                      |             |
|        | Saint Francis of Assisi standing in a landscape                                        | 1610                        | No/unknown value                                                                        | Groton                                                                         | arte sacra                                      |             |
|        | San Diego de Alcala                                                                    | 1610                        | No/unknown value                                                                        |                                                                                | arte sacra                                      |             |
|        | Saint Peter                                                                            | 1610                        | No/unknown value                                                                        | Madrid                                                                         | arte sacra                                      |             |
|        | Saints Peter and Paul                                                                  | 1610                        | No/unknown value                                                                        | Pontevedra                                                                     | arte sacra                                      |             |
|        | Tears of Saint Peter                                                                   | 1610                        | Galleria degli Uffizi                                                                   | Galeria Uffizi                                                                 | arte sacra                                      |             |
|        | Saint Francis in Prayer before a Crucifix                                              | 1610                        | Museo Fundación Lerma                                                                   | Museo Fundación Lerma                                                          | arte sacra                                      |             |
|        | Saint Francis in Prayer                                                                | 1610                        | Universidade da Califórnia em Los Angeles                                               | Universidade da Califórnia em Los Angeles                                      | arte sacra                                      |             |
|        | Saint Francis in Prayer                                                                | 1610                        | Museo Zuloaga                                                                           | Museo Zuloaga                                                                  | arte sacra                                      |             |
|        | Saint Francis in Prayer before a Crucifix                                              | 1610                        | No/unknown value                                                                        |                                                                                | arte sacra                                      |             |
|        | Saint Francis in Prayer before a Crucifix                                              | 1610                        | No/unknown value                                                                        | Medina-Sidonia                                                                 | arte sacra                                      |             |
|        | Saint Francis in Prayer before a Crucifix                                              | 1610                        | No/unknown value                                                                        |                                                                                | arte sacra                                      |             |
|        | Study for Ascension of Maria (Immaculate Conception)                                   | 1610                        | No/unknown value                                                                        | Cudillero Los Angeles                                                          | arte sacra                                      |             |
|        | The Savior                                                                             | 1610                        | Galleria Parmeggiani                                                                    | Galleria Parmeggiani                                                           | arte sacra                                      |             |
|        | St Francis and Brother Leo Meditating on Death                                         | 1610                        | No/unknown value                                                                        | Museu de Belas Artes                                                           | arte sacra                                      |             |
|        | St Francis and Brother Leo Meditating on Death                                         | 1610                        | Museo del Patriarca                                                                     | Museo del Patriarca                                                            | arte sacra                                      |             |
|        | St Francis and Brother Leo Meditating on Death                                         | 1610                        | No/unknown value                                                                        |                                                                                | arte sacra                                      |             |
|        | St Francis and Brother Leo Meditating on Death                                         | 1610                        | No/unknown value                                                                        |                                                                                | arte sacra                                      |             |
|        | St James the Great                                                                     | 1610                        | No/unknown value                                                                        |                                                                                | arte sacra                                      |             |
|        | Saint Jerome in Penitence                                                              | 1610                        | Diputación Provincial de Madrid                                                         | Madrid                                                                         | arte sacra                                      |             |
|        | The Penitent Magdalene                                                                 | 1610                        | No/unknown value                                                                        | Montevidéu                                                                     | arte sacra                                      |             |
|        | Christ with the Cross                                                                  | 1610                        | No/unknown value Brooklyn Museum                                                        | Brooklyn Museum                                                                | arte sacra                                      |             |
|        | Portrait of a Nobleman                                                                 | 1610                        | No/unknown value                                                                        | Nova Iorque                                                                    | retrato                                         |             |
|        | Portrait of a Nobleman                                                                 | 1610                        | No/unknown value                                                                        |                                                                                | retrato                                         |             |
|        | Saint Thomas (Henke)                                                                   | 1610                        | No/unknown value                                                                        | Joanesburgo                                                                    | arte sacra                                      |             |
|        | Saint Peter (Henke)                                                                    | 1610                        | No/unknown value                                                                        |                                                                                | arte sacra                                      |             |
|        | Holy Face of Jesus (fragment with hands of Veronica)                                   | 1610                        | No/unknown value                                                                        |                                                                                | arte sacra                                      |             |
|        | St. James the Less                                                                     | 1610                        | No/unknown value                                                                        |                                                                                | arte sacra                                      |             |
|        | Saint Francis receiving the stigmata                                                   | 1610                        | No/unknown value                                                                        |                                                                                | arte sacra                                      |             |
|        | Saint James as a pilgrim                                                               | 1610                        | Museu das Belas-Artes de Nijni Novgorod                                                 | Museu das Belas-Artes de Nijni Novgorod                                        | arte sacra                                      |             |
|        | St Francis and Brother Leo Meditating on Death                                         | 1610                        | No/unknown value                                                                        | Barcelona                                                                      | arte sacra                                      |             |
|        | Saint Thomas (small version)                                                           | 1610                        | No/unknown value                                                                        | Bilbau                                                                         | arte sacra                                      |             |
|        | Saint Paul (small version)                                                             | 1610                        | No/unknown value                                                                        | Bilbau                                                                         | arte sacra                                      |             |
|        | Saint John the Evangelist                                                              | 1610                        | Schorr Collection                                                                       | Museu Fitzwilliam                                                              | arte sacra                                      |             |
|        | Saint Philip (small version)                                                           | 1610                        | No/unknown value                                                                        |                                                                                | arte sacra                                      |             |
|        | Saint Simon                                                                            | 1610                        | No/unknown value                                                                        |                                                                                | arte sacra                                      |             |
|        | St. James the Less                                                                     | 1610                        | No/unknown value                                                                        |                                                                                | arte sacra                                      |             |
|        | St. John the Baptist                                                                   | 1610                        | No/unknown value                                                                        | Bryn Athyn                                                                     | arte sacra                                      |             |
|        | Saint Francis Receiving the Stigmata                                                   | 1610                        | No/unknown value                                                                        | Rijksmuseum Kröller-Müller                                                     | arte sacra                                      |             |
|        | Saint Francis Receiving the Stigmata                                                   | 1610                        | No/unknown value                                                                        |                                                                                | arte sacra                                      |             |
|        | Head of Saint Luke the Evangelist                                                      | 1610                        | No/unknown value                                                                        |                                                                                | arte sacra                                      |             |
|        | Saint Francis in Ecstasy                                                               | 1610                        | No/unknown value                                                                        |                                                                                | arte sacra                                      |             |
|        | Saint Francis in Ecstasy                                                               | 1610                        | No/unknown value                                                                        | Sevilha                                                                        | arte sacra                                      |             |
|        | St. Francis receiving the Stigmata                                                     | 1610                        | No/unknown value                                                                        | Valência New Orleans Museum of Art                                             | arte sacra                                      |             |
|        | Adoration of the Magi                                                                  | 1610                        | No/unknown value                                                                        | Lausana                                                                        | arte sacra                                      |             |
|        | The Adoration of the Shepherds                                                         | 1610                        | No/unknown value                                                                        | Bilbau                                                                         | arte sacra                                      |             |
|        | Two fragments after the Crucifixion with the Virgin Mary and Saint John the Evangelist | 1610                        | The Hispanic Society of America                                                         | The Hispanic Society of America                                                | arte sacra                                      |             |
|        | St. Peter                                                                              | 1610                        | Associação Nacional de Museus do País de Gales Museu Nacional de Cardiff                | Associação Nacional de Museus do País de Gales                                 | arte sacra                                      |             |
|        | Saint Francis Vision of the Flaming Torch                                              | 1610                        | No/unknown value                                                                        |                                                                                | arte sacra                                      |             |
|        | Christ Taking Leave of His Mother                                                      | 1610                        | Museum Boymans-van Beuningen                                                            | Museum Boymans-van Beuningen                                                   | arte sacra                                      |             |
|        | Crucifixion                                                                            | 1610                        | No/unknown value                                                                        |                                                                                | arte sacra                                      |             |
|        | Christ on the Cross                                                                    | 1610                        | No/unknown value                                                                        |                                                                                | arte sacra                                      |             |
|        | Saint Simon                                                                            | 1610                        | No/unknown value                                                                        |                                                                                | arte sacra                                      |             |
|        | Agony in the Garden                                                                    | 1610                        | No/unknown value                                                                        | Madrid                                                                         | arte sacra                                      |             |
|        | St Francis and Brother Leo Meditating on Death                                         | 1610                        | No/unknown value                                                                        | Madrid                                                                         | arte sacra                                      |             |
|        | St Francis and Brother Leo Meditating on Death                                         | 1610                        | Museu Lázaro Galdiano                                                                   | Museu Lázaro Galdiano                                                          | arte sacra                                      |             |
|        | St Francis and Brother Leo Meditating on Death                                         | 1610                        | No/unknown value                                                                        | Logroño                                                                        | arte sacra                                      |             |
|        | Saint Francis Receiving the Stigmata                                                   | 1610                        | No/unknown value Museu Lázaro Galdiano                                                  |                                                                                | arte sacra                                      |             |
|        | The Holy Family with Mary Magdalen                                                     | 1610                        | No/unknown value                                                                        | Montreal                                                                       | arte sacra                                      |             |
|        | Saint Francis of Assisi in meditation                                                  | 1610                        | No/unknown value                                                                        |                                                                                | arte sacra                                      |             |
|        | Saint Francis of Assisi in meditation                                                  | 1610                        | No/unknown value                                                                        | San Diego                                                                      | arte sacra                                      |             |
|        | Christ with the Cross                                                                  | 1610                        | No/unknown value                                                                        |                                                                                | arte sacra                                      |             |
|        | Monks in penitence                                                                     | 1610                        | Real Academia de Belas-Artes de São Fernando                                            | Real Academia de Belas-Artes de São Fernando                                   | arte sacra                                      |             |
|        | Saint Francis of Assisi in Meditation                                                  | 1610                        | Real Academia de Belas-Artes de São Fernando                                            | Real Academia de Belas-Artes de São Fernando                                   | arte sacra                                      |             |
|        | Saint Paul                                                                             | 1610                        | No/unknown value                                                                        |                                                                                | arte sacra                                      |             |
|        | St Francis Receiving the Stigmata                                                      | 1575                        | No/unknown value                                                                        |                                                                                | arte sacra                                      |             |
|        | Christ on the Cross                                                                    | 1610                        | No/unknown value                                                                        | Madrid Museu El Greco                                                          | arte sacra                                      |             |
|        | Saint Francis in Ecstasy                                                               | 1610                        | No/unknown value                                                                        | Santa Olalla                                                                   | arte sacra                                      |             |
|        | Saint Francis in Meditation                                                            | 1610                        | No/unknown value                                                                        |                                                                                | arte sacra                                      |             |
|        | Mourning Madonna                                                                       | 1610                        | No/unknown value                                                                        |                                                                                | arte sacra                                      |             |
|        | Christ Driving the Money Changers from the Temple                                      | 1610                        | Norton Museum of Art                                                                    | Norton Museum of Art                                                           | arte sacra                                      |             |
|        | The Penitent Magdalene                                                                 | 1590                        | Iglesia de San Eutropio, Paradas                                                        | Iglesia de San Eutropio, Paradas                                               | arte sacra                                      |             |
|        | The Penitent Mary Magdalene                                                            | 1610                        | No/unknown value                                                                        | Sands Point                                                                    | arte sacra                                      |             |
|        | Penitent Magdalen                                                                      | 1610                        | No/unknown value                                                                        | Church of San Ildefonso, Toledo                                                | arte sacra                                      |             |
|        | Saint Peter                                                                            | 1610                        | No/unknown value                                                                        |                                                                                | arte sacra                                      |             |
|        | Saint Francis and the Lay Brother                                                      | 1610                        | No/unknown value                                                                        | São Paulo                                                                      | arte sacra                                      |             |
|        | Saint Francis in Ecstasy                                                               | 1610                        | No/unknown value                                                                        | Barcelona                                                                      | arte sacra                                      |             |
|        | Baptism of Christ                                                                      | 1567                        | Museu Histórico de Creta                                                                | Museu Histórico de Creta                                                       | arte sacra                                      |             |
|        | Christ stripped of his garments                                                        | 1610                        | No/unknown value                                                                        |                                                                                | arte sacra                                      |             |
|        | Christ with the Cross                                                                  | 1610                        | No/unknown value                                                                        |                                                                                | arte sacra                                      |             |
|        | Saint Francis in Ecstasy                                                               | 1610                        | No/unknown value                                                                        |                                                                                | arte sacra                                      |             |
|        | St. John the Baptist                                                                   | 1610                        | No/unknown value                                                                        |                                                                                | arte sacra                                      |             |
|        | Angel Appearing to the Magdalen                                                        | 1610                        | No/unknown value                                                                        |                                                                                | arte sacra                                      |             |
|        | Christ in the House of Mary and Martha                                                 | 1610                        | No/unknown value                                                                        | Titulcia Buenos Aires                                                          | arte sacra                                      |             |
|        | St. Francis kneeling in meditation                                                     | 1610                        | Museu Lázaro Galdiano                                                                   | Museu Lázaro Galdiano                                                          | arte sacra                                      |             |
|        | The Vision of St. Francis                                                              | 1610                        | Museu Lázaro Galdiano                                                                   | Museu Lázaro Galdiano                                                          | arte sacra                                      |             |
|        | Christ Driving the Money Changers from the Temple                                      | 1610                        | No/unknown value                                                                        |                                                                                | arte sacra                                      |             |
|        | Christ Driving the Money Changers from the Temple                                      | 1610                        | Museu de Pontevedra                                                                     | Museu de Pontevedra                                                            | arte sacra                                      |             |
|        | A Boy Blowing on an Ember to Light a Candle                                            | 1610                        | No/unknown value                                                                        | Génova                                                                         | pintura de género                               |             |
|        | A Boy Blowing on an Ember to Light a Candle                                            | 1610                        | No/unknown value                                                                        | Buenos Aires                                                                   | pintura de género                               |             |
|        | The Tears of Saint Peter                                                               | 1610                        | No/unknown value                                                                        |                                                                                | arte sacra                                      |             |
|        | Saint Francis of Assisi and Brother Leo                                                | 1610                        | No/unknown value                                                                        |                                                                                | arte sacra                                      |             |
|        | The Pentecost                                                                          | 1610                        | No/unknown value                                                                        |                                                                                | arte sacra                                      |             |
|        | The Resurrection                                                                       | 1610                        | No/unknown value                                                                        |                                                                                | arte sacra                                      |             |
|        | The Marriage of the Virgin                                                             | 1610                        | No/unknown value                                                                        |                                                                                | arte sacra                                      |             |
|        | Madonna and Child with Saints and Angels                                               | 1610                        | No/unknown value                                                                        | Barcelona                                                                      | arte sacra                                      |             |
|        | Madonna and Child                                                                      | 1610                        | No/unknown value                                                                        |                                                                                | arte sacra                                      |             |
|        | Mater Dolorosa                                                                         | 1610                        | No/unknown value                                                                        |                                                                                | arte sacra                                      |             |
|        | St. Mary Magdalene                                                                     | 1610                        | No/unknown value                                                                        | Oviedo                                                                         | arte sacra                                      |             |
|        | St Francis and Brother Leo Meditating on Death                                         | 1610                        | No/unknown value                                                                        |                                                                                | arte sacra                                      |             |
|        | St Francis and Brother Leo Meditating on Death                                         | 1610                        | No/unknown value                                                                        |                                                                                | arte sacra                                      |             |
|        | Adoration of the Shepherds                                                             | 1610                        | No/unknown value                                                                        |                                                                                | arte sacra                                      |             |
|        | Christ Carrying the Cross                                                              | 1610                        | No/unknown value                                                                        | Lérida                                                                         | arte sacra                                      |             |
|        | Head of Christ from Expolio                                                            | 1610                        | No/unknown value                                                                        | Sevilha                                                                        | arte sacra                                      |             |
|        | Flight into Egypt                                                                      | 1565                        | No/unknown value                                                                        |                                                                                | arte sacra                                      |             |
|        | Mystic Marriage of St Catherine                                                        | 1610                        | No/unknown value                                                                        |                                                                                | arte sacra                                      |             |
|        | Head of Saint John the Evangelist                                                      | 1610                        | No/unknown value                                                                        |                                                                                | arte sacra                                      |             |
|        | Christ on the Cross with a View of Toledo                                              | 1610                        | No/unknown value                                                                        |                                                                                | arte sacra pintura de paisagem                  |             |
|        | St. James the Less                                                                     | 1610                        | No/unknown value                                                                        |                                                                                | arte sacra                                      |             |
|        | Holy Family with Mary Magdalene                                                        | 1610                        | No/unknown value                                                                        |                                                                                | arte sacra                                      |             |
|        | Agony in the Garden                                                                    | 1610                        | No/unknown value                                                                        | Barcelona                                                                      | arte sacra                                      |             |
|        | Tears of Saint Peter                                                                   | 1610                        | No/unknown value                                                                        |                                                                                | arte sacra                                      |             |
|        | Annunciation                                                                           | 1610                        | Academia de Belas-Artes de Viena                                                        | Academia de Belas-Artes de Viena                                               | arte sacra                                      |             |
|        | Portrait of Juan de Avila                                                              | 1610                        | No/unknown value                                                                        |                                                                                | retrato                                         |             |
|        | Saint Francis at full length                                                           | 1610                        | No/unknown value                                                                        | Bilbau                                                                         | arte sacra                                      |             |
|        | Portrait of Pope Pius V                                                                | 1605                        | No/unknown value                                                                        |                                                                                | retrato                                         |             |
|        | Emprissonement of christ                                                               |                             | Munich Central Collecting Point                                                         | Munich Central Collecting Point                                                |                                                 |             |
|        | St. Andrews                                                                            |                             | Munich Central Collecting Point                                                         | Munich Central Collecting Point                                                |                                                 |             |
|        | Christ on the Cross                                                                    |                             | Museu Soumaya                                                                           | Museu Soumaya                                                                  | arte sacra                                      |             |
|        | Portrait of an Elder Nobleman                                                          |                             | The Robert Gordon University                                                            | The Robert Gordon University                                                   | retrato                                         |             |
|        | Portrait of a Man                                                                      |                             | Wellcome Collection                                                                     | Wellcome Collection                                                            | retrato                                         |             |
|        | Saint Martin                                                                           |                             | Campion Hall                                                                            | Campion Hall                                                                   |                                                 |             |
|        | Portrait of Pope Paul III                                                              | século XVI                  | Heinz Kisters Collection                                                                | Kreuzlingen                                                                    | retrato                                         |             |
|        | Simon Petrus.                                                                          | década de 1600              | Museum of John Paul II Collection                                                       | Museum of John Paul II Collection                                              |                                                 |             |
|        | Saints John the Evangelist and Francis of Assisi                                       |                             | Galleria degli Uffizi                                                                   | Galeria Uffizi                                                                 |                                                 |             |
|        | Der heilige Franziskus mit Fra Rufin                                                   | década de 1590              | No/unknown value                                                                        | No/unknown value                                                               |                                                 |             |

## retábulo
| Imagem | Título                                                                | Data | Coleção                            | Localização                          | Gênero     | Descrito em |
| ------ | --------------------------------------------------------------------- | ---- | ---------------------------------- | ------------------------------------ | ---------- | ----------- |
|        | Altarpiece of the church of the monastery of Santo Domingo el Antiguo | 1577 | Mosteiro de Santo Domingo de Silos | Mosteiro de Santo Domingo de Silos   | arte sacra |             |
|        | Altarpiece Santo Domingo Antiguo of the El Greco family pantheon      | 1577 | Mosteiro de Santo Domingo de Silos | Mosteiro de Santo Domingo de Silos   | arte sacra |             |
|        | Altarpiece of the Immaculate Conception                               | 1610 | Museu de Santa Cruz                | Iglesia de San Vicente, Toledo       | maneirismo |             |
|        | Retaule Maria Aragón                                                  | 1598 |                                    |                                      |            |             |
|        | Retablo de San Bernardino (El Greco)                                  | 1603 |                                    | Museu El Greco Museu do Prado        |            |             |
|        | Altarpieces of the Sanctuary of Our Lady of Charity (Illescas)        | 1604 |                                    | Santuario de la Virgen de la Caridad | arte sacra |             |
|        | Retablos del Hospital Tavera (El Greco)                               | 1608 | Hospital de Tavera                 |                                      |            |             |

## série de pinturas
| Imagem | Título                                                                  | Data | Coleção                                                       | Localização                             | Gênero                       | Descrito em |
| ------ | ----------------------------------------------------------------------- | ---- | ------------------------------------------------------------- | --------------------------------------- | ---------------------------- | ----------- |
|        | Tríptico de Modena                                                      | 1568 | Galleria Estense                                              | Módena                                  | arte sacra                   |             |
|        | Retábulo de Dona María de Aragão (El Greco)                             | 1596 | Museu do Prado                                                |                                         | pintura religiosa            |             |
|        | Christ Healing the Blind (series)                                       | 1565 |                                                               |                                         | arte sacra                   |             |
|        | The Apostle St. Andrew                                                  | 1610 |                                                               |                                         | arte sacra                   |             |
|        | Saint Andrew and Saint Peter                                            |      | Museu de Santa Cruz Mosteiro Real de Santa Maria de Guadalupe | Museu de Santa Cruz                     | arte sacra                   |             |
|        | Christ on the Cross                                                     | 1610 |                                                               |                                         | arte sacra                   |             |
|        | Saint Dominic in Prayer                                                 |      |                                                               |                                         |                              |             |
|        | Allegory of the Camaldolese Order                                       |      | Instituto Valencia de Don Juan                                |                                         | alegoria pintura de paisagem |             |
|        | Apostle series Almadrones                                               |      |                                                               | Church of Nuestra Señora de la Asunción |                              |             |
|        | Apostle series ('The Apostolado') of the Marquis of San Feliz of Oviedo | 1590 | Museo de Bellas Artes de Asturias                             | Oviedo                                  | arte sacra                   |             |
|        | Apostle series, El Greco Museum                                         | 1610 | Museu El Greco                                                | Museu El Greco                          | arte sacra                   |             |
|        | Apostolado Henke                                                        |      |                                                               |                                         |                              |             |
|        | Apostolado Toledo Cathedral                                             | 1605 |                                                               |                                         |                              |             |
|        | La Anunciación (copias del retablo de María de Aragón)                  | 1598 | Museu Thyssen-Bornemisza                                      | Museu Thyssen-Bornemisza                | arte sacra                   |             |
|        | Apostolado Arteche (El Greco)                                           | 1605 |                                                               |                                         |                              |             |

## ícone
| Imagem | Título                             | Data                | Coleção      | Localização  | Gênero     | Descrito em |
| ------ | ---------------------------------- | ------------------- | ------------ | ------------ | ---------- | ----------- |
|        | St Luke painting the Virgin        | década de 1560      | Museu Benaki | Museu Benaki | arte sacra |             |
|        | Adoração dos Reis Magos (El Greco) | 1565 década de 1560 | Museu Benaki | Museu Benaki | arte sacra |             |

∑ 645 items.